# Fronte orientale (1914-1918)
Il fronte orientale, aperto nell'agosto 1914 dai russi con l'invasione della Prussia orientale, fu uno dei principali teatri di guerra della prima guerra mondiale. Su questo fronte si scontrarono Germania, Austria-Ungheria e truppe dell'Impero ottomano di supporto da una parte, a cui si affiancò la Bulgaria nel 1915, e l'Impero russo dall'altra, a cui si unì la Romania nel 1916.
Contrariamente a quanto accadde sul fronte occidentale, a oriente la guerra di manovra non finì mai completamente; la guerra di posizione si alternava alle manovre a livello operativo. Questo fu dovuto anche alla conformazione geografica del territorio di combattimento: le foreste della Lituania e le vaste pianure e acquitrini della Polonia, Ucraina e Russia, si rivelarono troppo ampie per poter essere saturate di uomini e armi. Nell'inverno 1916-17 le divisioni tedesche tenevano settori larghi 20-30 chilometri, mentre nelle Fiandre, la stessa porzione di territorio poteva essere riempita con ben otto divisioni. Ambedue i comandanti degli schieramenti si resero conto di non avere le risorse necessarie a difendere i loro settori nello stesso modo dei loro omologhi ad occidente, per cui la tattica dell'ordine aperto e lo sfruttamento degli ampi territori permisero ad entrambe le parti operazioni manovrate molto distanti dalle limitate avanzate ad occidente.
Nonostante la superiorità nelle tattiche e negli armamenti delle potenze centrali, la Russia, avvantaggiata dal suo enorme potenziale umano, non fu mai completamente sconfitta sul campo. La sconfitta della Russia avvenne solamente a seguito delle rivolte interne scaturite dal malcontento generalizzato della popolazione, dando il via a una rivoluzione che destituì lo zar Nicola II e mise al potere un governo provvisorio, sostituito a seguito della rivoluzione d'ottobre da una repubblica socialista sovietica, che il 3 marzo 1918 firmò il trattato di Brest-Litovsk con le potenze centrali e di fatto fece uscire la Russia dal conflitto.

## Premesse
Se ad occidente le scintille che avrebbero scatenato la guerra risiedevano nella volontà tedesca di competere con la Gran Bretagna sul mare e nelle colonie, e nel rancore reciproco tra Germania e Francia, ad oriente le cause scatenanti erano legate alle ambizioni di Austria-Ungheria e Russia di estendere i propri territori nei Balcani e alle ambizioni tedesche nel Medio Oriente. La Russia dello zar Nicola II coltivava forti ambizioni nella penisola balcanica, e si ergeva a paladina di uno Stato slavo, la Serbia, che lottava incessantemente per ampliare i propri confini verso il mare.
D'altra parte non perdeva d'occhio nemmeno le minoranze slave, ucraine, rutene e polacche sotto il dominio austriaco, che vedevano la Russia come la propria protettrice. L'impero di Francesco Giuseppe dal canto suo cercava di mantenere intatta la sua mastodontica struttura, cercando di rispondere ad alcune esigenze delle svariate minoranze etniche al suo interno. Nel 1867, per soddisfare le richieste di tedeschi e magiari, Francesco Giuseppe era stato proclamato imperatore d'Austria e re d'Ungheria. Nella parte austriaca della monarchia duale, era stato ideato un sistema parlamentare che venisse incontro alle diverse minoranze, con la presenza di rappresentanti in sede legislativa. Tuttavia, benché non desiderassero modificare lo status quo, anche gli Asburgo aspiravano a tenere sotto controllo l'unico elemento disturbatore a sud, la Serbia, la cui espansione sembrava inarrestabile.
I sistemi di alleanze europee venutisi a creare nel tardo Ottocento, erano specchio dei timori dei singoli stati. I due Imperi centrali, Germania e Austria-Ungheria, erano legati da vincoli formali analoghi a quelli che intercorrevano fin dal 1892 tra Russia e Francia, le due nazioni con cui la Gran Bretagna aveva stretto un'alleanza per dirimere i contrasti; tali alleanze avevano fatto nascere negli Imperi centrali la paura di un accerchiamento.

### I rapporti con la Germania
Dopo la guerra franco-prussiana del 1870 Bismarck tentò in ogni modo di isolare la Francia nello scacchiere europeo. Il suo primo sforzo fu quello di mettere d'accordo Austria e Russia attraverso un legame comune con la Germania, cercando allo stesso tempo di assicurare un assetto pacifico nei Balcani per evitare tensioni. Le implicazioni della guerra russo-turca del 1877 lo indussero a stipulare un'alleanza difensiva con l'Austria-Ungheria nel 1879, nonostante le implicazione negative che ciò avrebbe potuto avere per la Russia, nel 1881 Bismarck riuscì in un exploit diplomatico a creare l'"alleanza dei tre imperatori" unendo formalmente Russia, Germania e Austria, che si impegnavano ad agire di comune accordo nei Balcani. Nel 1882 l'alleanza tra Austria e Germania fu ampliata con l'ingresso dell'Italia, mossa fatta per evitare una "pugnalata alle spalle" nel caso di guerra austro-russa.
Ma l'ascesa al trono di Guglielmo II minò immediatamente questo delicato sistema di alleanze creato da Bismarck. Il trattato di controassicurazione russo-tedesco del 1887 fu annullato e lo zar nel 1891 concluse un accordo con la Francia. Ma la mossa più provocatoria di Guglielmo fu il tentativo di assicurarsi il ruolo di "santo patrono" della Turchia, cosa che incrinò definitivamente i rapporti con la Russia, che aveva su Costantinopoli grandi ambizioni. La Russia non fece altro che assicurarsi rapporti d'amicizia con i nemici della Germania, accrescendo la paura di accerchiamento dell'impero di Guglielmo II, il quale tentò in ogni modo un riavvicinamento con lo zar, che non avvenne. La nuova divisione in blocchi dell'Europa non era un equilibrio stabile, bensì una semplice barriera satura di esplosivo. La paura di un conflitto indusse tutti i paesi a dare sempre maggior potere ai vertici militari, autorizzati ad utilizzare a loro discrezione gli armamenti che le stesse nazioni si affrettavano ad accrescere.
Le prime scintille scoccarono nei Balcani nel 1908 e nel 1913 e coinvolsero indirettamente Russia, Austria e Germania, ognuna con pretese sui paesi balcanici.

### La crisi bosniaca
Regolate tutte le questioni della guerra russo-turca con il congresso di Berlino, nel 1878 la Bosnia ed Erzegovina fu ceduta all'amministrazione dell'Austria-Ungheria che, occupando la provincia ottomana, veniva così ripagata per non aver contrastato l'offensiva militare russa. Formalmente però la Bosnia-Erzegovina rimaneva dell'Impero ottomano e la Serbia poteva ancora sperare di unire il suo territorio a quello bosniaco. Per i serbi, infatti, la Bosnia-Erzegovina rappresentava una provincia nazionale. Tuttavia nel 1908 l'Austria decise per l'annessione della regione, cosa che irritò la Serbia, che da decenni aveva conquistato l'indipendenza, perché vanificava la sua aspirazione per uno sbocco al mare Adriatico, precluso dall'Austria proprio con l'annessione della Bosnia-Erzegovina, annessione che peraltro avrebbe garantito all'Austria una base di partenza per attaccare la Serbia. Serbia, Montenegro e Turchia erano fortemente contrari all'annessione ma, se Costantinopoli fu convinta con concessioni a riconoscerla, la Serbia non mollava la presa spalleggiata dalla Russia ansiosa di creare disordine nell'impero asburgico.
Solo la minaccia di un intervento tedesco fece desistere la Russia che il 24 marzo 1909 riconobbe la legittimità dell'annessione austriaca della Bosnia-Erzegovina. Il 31 marzo sotto la minaccia di una mobilitazione austriaca, anche la Serbia si impegnò a mutare il corso della sua politica verso l'Austria. Il 7 aprile raggiunto anche l'accordo col Montenegro (che grazie a Italia e Gran Bretagna ottenne alcuni vantaggi di sovranità sulla costa), il ministro degli esteri austriaco von Aehrenthal chiese alle potenze di riconoscere formalmente la soppressione dell'articolo 25 del trattato di Berlino, che appunto stabiliva la sola e semplice amministrazione austriaca della Bosnia. Riconoscimento che ottenne fra il 7 ed il 19 aprile.
Ma la miccia non si era spenta. A San Pietroburgo, Aleksei Stepanovič Čomjakov, il presidente della Duma, assicurò l'ambasciatore serbo che in quel momento non era possibile intervenire, ma che in futuro la Russia avrebbe considerato ogni violenza fatta alla Serbia come l'inizio di un incendio europeo.
In una lettera a von Bülow del 22 giugno 1909, l'ambasciatore tedesco a Belgrado scrisse riferendosi al popolo serbo: «Il piccolo gruppo delle persone veramente colte o semicolte [...] non vuole rassegnarsi, per la sua boria nazionale offesa, ad accettare il fatto dell'annessione. Si starà, perciò, come il cacciatore alla posta, per cogliere l'istante giusto per sparare un colpo a segno». L'ambasciatore non sospettava, certo, di quale colpo molto concreto si sarebbe trattato il 28 giugno 1914.

### La questione balcanica
La vittoria serba sulla Turchia nel 1912 rappresentò uno smacco per la Germania. Il successo militare del piccolo Stato slavo metteva a repentaglio non solo il predominio austriaco nei Balcani, ma anche l'ambizione della Germania di potenza egemone nei confronti della Turchia, mentre la cessione di territori ottomani alla Serbia fu vista con soddisfazione dalla Russia. A conclusione della seconda guerra balcanica, la tutela delle esigenze tedesche nei confronti degli slavi fu inizialmente perseguita non tanto dalla Germania in modo diretto, ma dall'alleata Austria-Ungheria. Fu a seguito di pressioni austriache che la Turchia concesse la creazione dell'Albania in modo tale da negare alla Serbia altri possibili territori per arrivare al mare. Cosa che nel contempo fece la Grecia, che impedì l'accesso al mar Egeo annettendo la Tracia a spese della Turchia.
Ma la sete di territori coinvolgeva molti stati europei: l'Italia nel 1912 occupò la Libia a seguito di un conflitto armato e la Bulgaria conquistò uno sbocco nell'Egeo, entrambe a spese della Turchia. La Serbia durante la seconda guerra balcanica occupò l'Albania conquistando temporaneamente il suo accesso al mare Adriatico; per questo il 18 ottobre 1913 l'Austria inviò un ultimatum a Belgrado intimando l'evacuazione dell'Albania entro otto giorni: i Serbi chinarono il capo. Ma il seme della guerra era ormai ben piantato, la Germania non fece nulla per impedire all'Austria un'azione di forza, come nulla fece la Russia per impedire la possibilità di un conflitto.
La Germania esercitò sempre un'azione di freno consigliando moderazione tra Austria e Russia, ma nello stesso tempo cercava di ampliare la sua influenza in Turchia. Questo non piacque affatto alla Russia, che vedeva svanire il suo sogno di mettere mano nei Dardanelli, sogno che i suoi ministri credevano ora possibile solo con un conflitto generalizzato. Obiettivo russo era ora quello di estendere la sua influenza nei Balcani, scossa da recenti avvenimenti. Tentò quindi di conquistarsi le simpatie della Romania, cosa che preoccupò l'Austria, ove le diverse etnie interne provocavano già pericolose tensioni. I governanti austriaci erano convinti che scatenare una guerra oltre i confini fosse la migliore soluzione per reprimere il malcontento dei serbi e croati nei territori annessi e dei romeni in Transilvania. L'Austria non escludeva quindi di usare duramente la forza contro quel serbatoio di tutte le forze di opposizione interne, costituita dalla Serbia amica della Russia.
La scintilla che incendiò irrimediabilmente la miccia fu l'attentato di Sarajevo. Domenica 28 giugno 1914, il bosniaco Gavrilo Princip riuscì ad assassinare a Sarajevo l'erede al trono d'Austria-Ungheria, l'arciduca Francesco Ferdinando e la sua consorte Sofia di Hohenberg, venendo immediatamente arrestato. Ne derivò una crisi diplomatica che nel giro di un mese, a causa del delicato sistema di alleanze europee, portò allo scoppio della prima guerra mondiale.
Il 28 luglio 1914 l'Austria-Ungheria fece la prima mossa del conflitto, dichiarando guerra alla Serbia. Così, mentre l'artiglieria austriaca teneva sotto tiro le fortificazioni serbe lungo la frontiera, pronta ad aprire il fuoco in qualsiasi momento, la mattina del 29 luglio la Russia chiamò alle armi una parte della sua enorme riserva di uomini: lo zar Nicola II non dichiarò guerra all'Austria, ma si limitò a ordinare una mobilitazione parziale di quasi sei milioni di uomini. Anche la Germania, il 1º agosto, dichiarò guerra alla Russia in conseguenza della mobilitazione generale di quest'ultima. Il 4 agosto le truppe russe iniziarono a marciare verso la frontiera tedesca, ma per alcuni giorni il fronte non fu oggetto di grossi movimenti e scontri.

### Uno scontro tra imperi
Il 20 agosto, concedendo udienza al leader ceco Karel Kramár, lo zar affermò che la Russia, dopo aver sconfitto l'Austria, avrebbe visto con favore:
In lotta non erano soltanto due eserciti, ma anche due sistemi imperiali. A Vienna la prospettiva di una vittoria contro la Russia suscitava mire espansionistiche, tanto che il 12 agosto, giorno in cui la Gran Bretagna dichiarò guerra all'Austria, il governo austriaco discusse la possibilità di annettere all'impero le provincie russe della Polonia inclusa Varsavia. A tale scopo il 16 agosto le autorità austriache autorizzarono il leader polacco Józef Piłsudski a fondare a Cracovia, in territorio austriaco, un comitato supremo nazionale in attesa del giorno in cui polacchi e austriaci avrebbero marciato fianco a fianco per le vie di Varsavia. Il primo contributo di Piłsudski all'Austria fu la formazione di una legione polacca composta da 10 000 uomini contro le armate russe.
Questi soldati polacchi speravano che la vittoria austriaca sulla Russia avrebbe favorito la rinascita di una Polonia indipendente. Lo stesso fecero i russi verso la popolazione polacca sotto i suoi domini, e venne costituita anche in questo caso una legione polacca, la Puławy, che avrebbe combattuto come un'entità distinta all'interno dell'esercito zarista. Paradossalmente i polacchi combatterono contro altri polacchi con le stesse motivazioni, ma in schieramenti diversi. Il 19 agosto la Russia pubblicò due manifesti: con il primo prometteva a guerra conclusa, una Polonia libera per religione, lingua e governo; con il secondo incitava tutti i popoli soggetti all'Austria-Ungheria a sollevarsi e proclamarsi indipendenti.

## Piani contrapposti

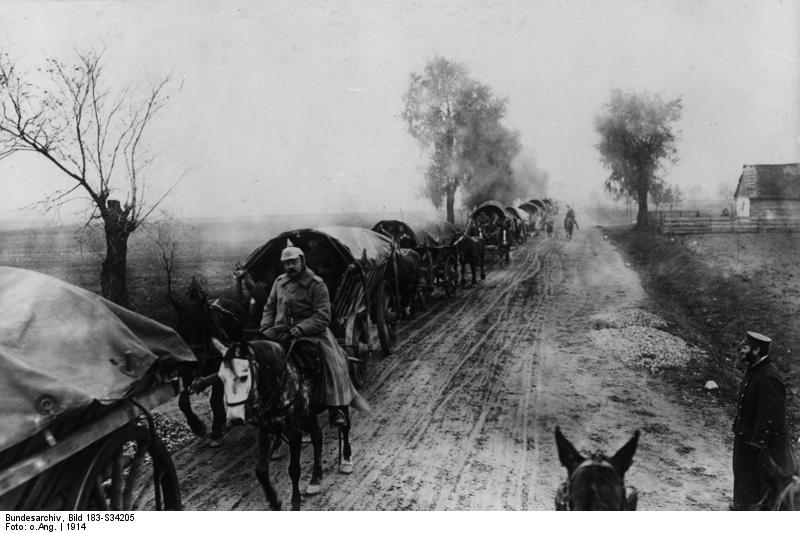
Colonna dei rifornimenti tedesca in marcia verso il fronte.

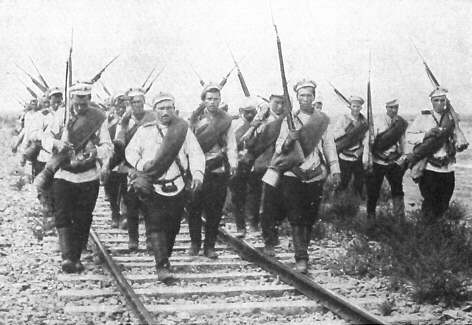
Soldati russi in avanzata verso il confine prussiano.

Sul fronte russo i piani operativi all'inizio del conflitto erano molto meno elaborati e più fluidi di quanto pianificato sul fronte occidentale, anche se poi, l'alternarsi degli avvenimenti sottopose a grossi cambiamenti anche il fronte orientale.
La condizione più prevedibile del fronte fu la conformazione geografica, mentre la meno prevedibile fu l'inaspettato ritmo di concentrazione e mobilitazione delle forze zariste.
La Polonia russa era una lunga striscia di terra che partendo dalla Russia si proiettava ad ovest fiancheggiata su tre lati da territori tedeschi e austriaci: sul lato settentrionale la Prussia orientale affacciata sul mar Baltico; sul lato meridionale la provincia austriaca della Galizia, con a sud i Carpazi che sbarravano l'accesso alla pianura ungherese; a ovest infine, il territorio tedesco della Slesia.
Poiché le provincie austriache e tedesche al confine con la Russia erano dotate di una fitta rete ferroviaria, mentre la Polonia e la stessa Russia avevano un sistema di comunicazioni piuttosto scarso, in quanto a capacità di concentrazione e movimento, le armate austro-tedesche avrebbero potuto fronteggiare i russi in una situazione di notevole vantaggio. Ma, a parti invertite, un'offensiva degli Imperi centrali in Polonia e Russia avrebbe fatto perdere questo vantaggio agli attaccanti. La strategia più vantaggiosa era dunque quella di attirare i russi in una regione che si prestasse per sferrare un potente colpo d'incontro anziché quella di assumere direttamente l'offensiva. Unico inconveniente di questa strategia è che in questo modo veniva concesso alla Russia il tempo di mettere in moto la sua immensa macchina da guerra.
Entrambi i Paesi convenivano che il problema era tenere sotto scacco i russi fino a quando i tedeschi non avessero distrutto le forze francesi ad occidente; ultimata questa parte della campagna, i tedeschi avrebbero potuto spostare le proprie forze a est e affiancarle a quelle austro-ungariche per sferrare il colpo decisivo contro i russi. Ma verteva una divergenza sui metodi. I tedeschi, preoccupati di concludere rapidamente le operazioni in Francia, desideravano lasciare a est appena il minimo indispensabile di forze, mentre gli austriaci, influenzati dal capo di stato maggiore Conrad von Hötzendorf, erano impazienti di scardinare la macchina bellica russa con una violenta offensiva. Poiché tale strategia consentiva comunque di tenere impegnati i russi in attesa della fine delle operazioni in Francia, von Moltke finì con l'accettarla.
Il piano di Conrad prevedeva un'offensiva a nord-est contro la Polonia sferrata da due armate, protette da altre due sulla destra, ancora più a est. Secondo il piano, simultaneamente all'offensiva austriaca i tedeschi avrebbero dovuto attaccare dalla Prussia orientale verso sud-est. Convergendo, i due eserciti avrebbero isolato le forze russe avanzate nella striscia polacca, ma Conrad non riuscì a convincere von Moltke ad assegnare per questo sforzo offensivo forze sufficienti. Anche i russi furono influenzati dalla volontà degli Alleati; per motivi sia militari che etnici, il comando russo desiderava concentrare le proprie forze inizialmente contro l'Austria-Ungheria, approfittando del momento di cui la Germania impegnata a occidente non avrebbe potuto aiutare in modo deciso l'alleato.
Quindi, dopo aver sconfitto l'Austria e mobilitato tutti i potenziali effettivi, la Russia si sarebbe rivolta contro la stessa Germania. La Francia però, ansiosa di contenere la pressione tedesca ad ovest, sollecitò i russi di sferrare anche un'offensiva simultanea contro la Germania, spingendoli così in un'offensiva a cui non erano preparati né numericamente né sotto l'aspetto organizzativo. La Russia preparò quindi la propria strategia che prevedeva un attacco con due armate a sud, contro l'Austria-Ungheria, mentre a nord, altre due armate avrebbero invaso la Prussia orientale aggredendo le esigue forze tedesche. La Russia, la cui proverbiale lentezza organizzativa avrebbe consigliato una strategia cauta, stava per rompere gli indugi lanciandosi in un'operazione che sarebbe stata congeniale ad un esercito dotato di grande mobilità e con un'efficiente organizzazione, il quale non era l'esercito russo.

## Operazioni navali

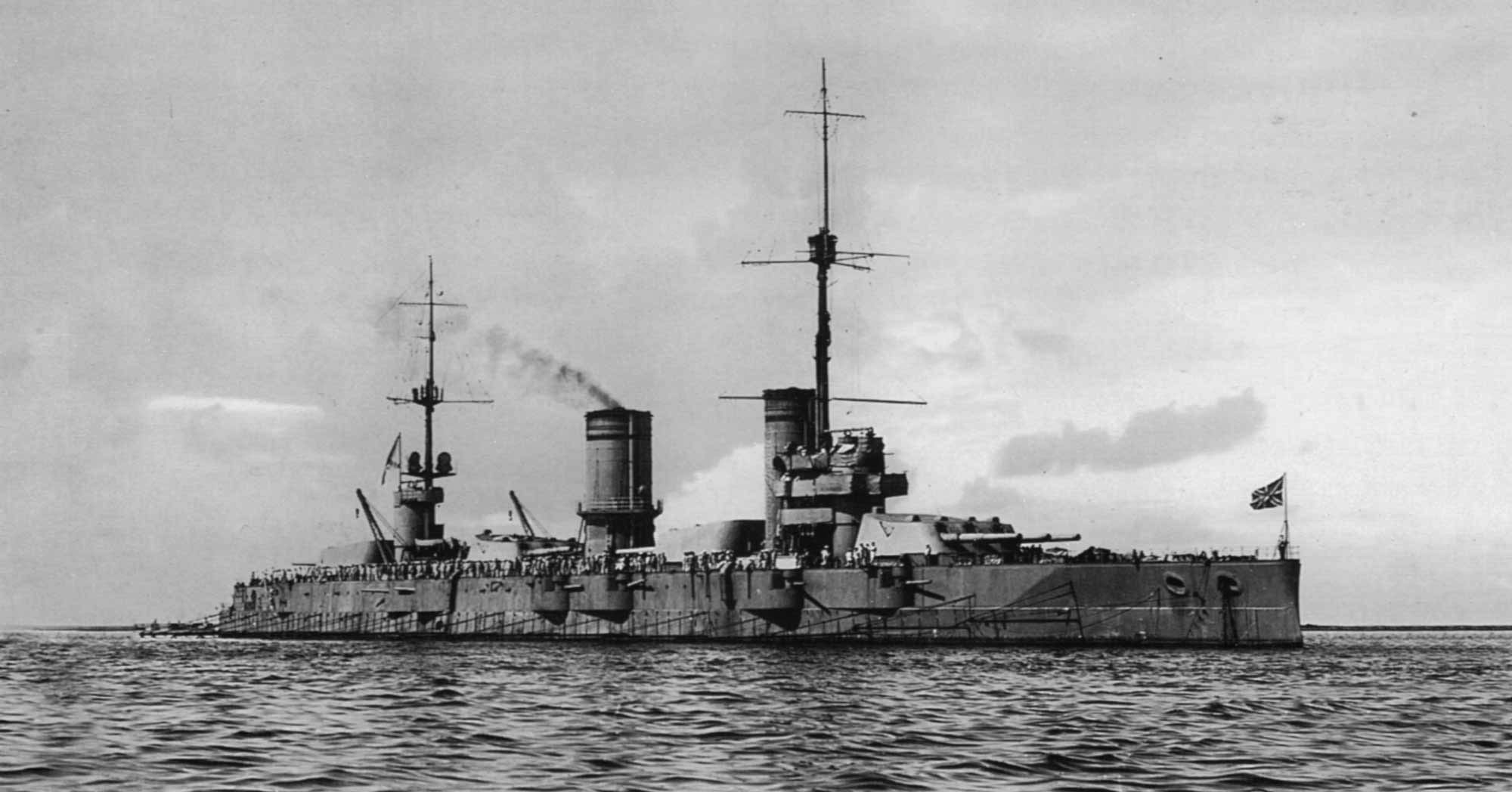
La Gangut, prima corazzata tipo dreadnought della Russia

Uscita pesantemente decimata dagli eventi della guerra russo giapponese del 1904-05, la marina imperiale russa si trovava ancora in fase di ricostruzione al momento dell'entrata in guerra, con molte delle unità di più recente concezione (come le prime corazzate tipo dreadnought russe, le quattro della classe Gangut) ancora in fase di costruzione; in aggiunta le navi russe risultavano suddivise tra due teatri principali senza possibilità di supportarsi a vicenda: nel mar Baltico la squadra navale russa era ampiamente surclassata, sia quantitativamente che qualitativamente, dalla Hochseeflotte tedesca, mentre la Flotta del Mar Nero di base a Sebastopoli poteva affrontare un confronto più equilibrato contro la marina ottomana.

### Mar Baltico
Nel Baltico entrambi i contendenti decisero di adottare una strategia prevalentemente difensiva: la Germania puntava ad impiegare il grosso della sua flotta nella lotta contro il Regno Unito nel Mare del Nord, e poteva dislocare solo un numero ridotto di unità nel bacino; i russi invece decisero di attenersi alla strategia della flotta in potenza, chiudendosi a difesa delle proprie basi navali, ed in particolare dei golfi di Riga e di Finlandia, tramite ampi sbarramenti di mine e postazioni di artiglieria costiera. La prima fase del conflitto fu caratterizzata, da entrambe le parti, solo da rapide incursioni di squadre di incrociatori contro le coste nemiche: durante una di queste azioni, il 26 agosto 1914 i russi misero a segno un importante successo strategico, impossessandosi dei libri codice contenenti le chiavi di cifratura delle comunicazioni radio della flotta tedesca, rinvenuti sul relitto dell'incrociatore SMS Magdeburg finito arenato sulle coste estoni.
Dopo altre azioni minori, il primo confronto diretto tra le due flotte si ebbe tra l'8 ed il 19 agosto 1915: una squadra da battaglia tedesca fu inviata ad appoggiare una flottiglia di dragamine intenti ad aprire varchi nelle difese del Golfo di Riga, finendo per scontrarsi con le batterie costiere russe sostenute dalla corazzata Slava; le navi tedesche si ritirarono dopo due falliti tentativi di aprirsi un varco nelle difese nemiche, riportando però pochi danni. La situazione rimase statica per molti mesi, con le corazzate russe frequentemente impegnate in appoggio ai propri reparti terrestri davanti Riga; il Baltico fu teatro anche di una limitata campagna sottomarina da parte delle forze alleate: se i pochi battelli russi potevano operare solo sotto forti restrizioni per evitare di provocare la Svezia (neutrale ma decisamente filo-tedesca), una flottiglia di sommergibili britannici riuscì ad eludere la sorveglianza nemica dello Skagerrak e ad operare da basi russe, infliggendo danni al commercio navale tedesco nel bacino.
Lo scoppio della rivoluzione di febbraio del 1917 portò gravi danni al morale ed alla coesione degli equipaggi russi; approfittando dell'occasione, nell'ottobre seguente la flotta tedesca lanciò una massiccia operazione navale per forzare le difese russe del Golfo di Riga: mentre contingenti da sbarco prendevano possesso delle isole di Saaremaa ed Hiiumaa (operazione Albion), dragamine tedeschi aprirono rotte sicure per le proprie corazzate, che nella successiva battaglia dello stretto di Muhu furono in grado di espellere dal golfo le restanti unità russe. Con la caduta di Riga tutte le forze navali russe furono ritirate nel Golfo di Finlandia, cessando in pratica di operare fino alla conclusione delle ostilità.

### Mar Nero

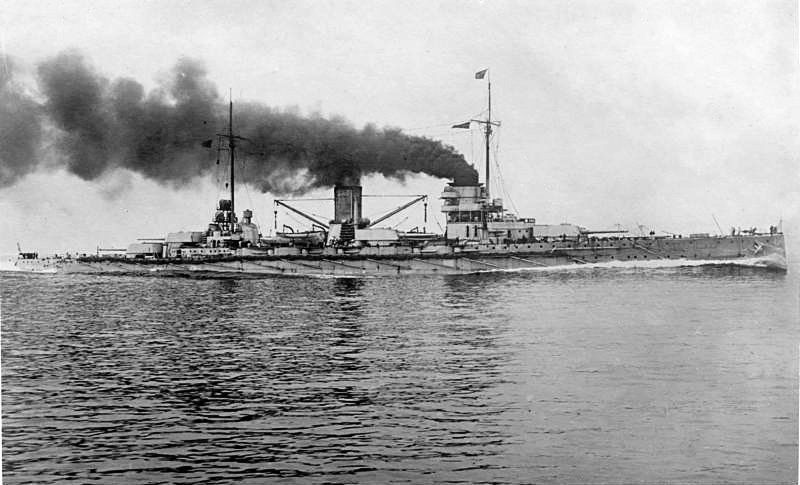
L'incrociatore, protagonista degli scontri nel Mar Nero

Il confronto di forze era più equilibrato nel Mar Nero: se la squadra russa era superiore in numero alla flotta ottomana, dotata di poche unità veramente efficienti, gli Imperi Centrali avevano il loro punto di forza nell'incrociatore da battaglia tedesco SMS Goeben, singolarmente più forte di qualsiasi altra unità navale nemica presente nel bacino. Le operazioni iniziarono la mattina del 29 ottobre 1914, quando le unità turco-tedesche attaccarono le principali basi navali russe nel bacino: nonostante la sorpresa, tuttavia, i danni inflitti furono modesti e già quello stesso pomeriggio la squadra delle corazzate russe compì una crociera dimostrativa davanti al Bosforo. I primi mesi di guerra furono spesi da entrambe le parti per stendere campi minati e portare attacchi ai rispettivi porti principali; il 18 novembre 1914, mentre rientrava da una missione di bombardamento, la squadra di corazzate russe incappò nella Goeben al largo di Capo Saryč, e dopo un confuso scambio di colpi nella nebbia l'incrociatore ruppe il contatto e si ritirò. Lo scontro spinse tedeschi ed ottomani ad impiegare con parsimonia l'unità, il loro unico punto di forza sull'avversario, e ciò finì inevitabilmente per concedere l'iniziativa ai russi.
Tra la fine di marzo e i primi di aprile del 1915 le corazzate russe compirono frequenti azioni davanti al Bosforo, bombardando la capitale Istanbul anche come forma di appoggio alla campagna dei Dardanelli intrapresa in contemporanea dai franco-britannici; le navi russe furono inoltre molto attive nel supportare le proprie truppe impiegate sul fronte del Caucaso, sia attaccando le rotte di rifornimento ottomane sia compiendo bombardamenti delle trincee nemiche. Ai primi di marzo del 1916 la flotta russa condusse una serie di operazioni anfibie lungo la costa settentrionale dell'Anatolia, dando un notevole contributo alle vittorie riportate nell'offensiva di Erzurum e nella battaglia di Trebisonda; queste azioni furono scarsamente disturbate dalle navi degli Imperi Centrali, ormai in condizione di netta inferiorità dopo l'entrata in servizio delle nuove dreadnought russe della classe Imperatrica Marija: la Goeben e gli altri incrociatori turco-tedeschi compirono ancora uscite in mare, ma ogni volta che incappavano nelle corazzate russe rompevano il contatto e si ritiravano.
Lo scoppio della rivoluzione di febbraio nel 1917 trovò la flotta russa praticamente padrona del bacino: come nel Baltico, anche nel Mar Nero gli eventi della rivoluzione provocarono un crollo del morale e della disciplina degli equipaggi, compromettendone le capacità belliche. La firma del trattato di Brest-Litovsk pose fine alle ostilità: la base di Sebastopoli fu occupata dalle forze tedesche che riuscirono ad impossessarsi di una parte della flotta russa, anche se il pessimo stato di conservazione delle navi non permise loro di impiegarle operativamente; nei mesi successivi le vicende delle superstiti unità della Flotta del Mar Nero si fusero poi con quelli della più ampia guerra civile russa.

## Si aprono le ostilità
Il 14 agosto le forze tedesche erano già ad 80 chilometri da Varsavia all'inseguimento dei russi in ritirata, ma lo zar Nicola credeva ancora di poter vincere la guerra, e di vincerla rapidamente; le truppe zariste furono fatte avanzare a tutta velocità direttamente su Vienna e Berlino.
Il 17 due armate russe, una comandata dal generale Rennenkampf e l'altra dal generale Samsonov, cominciarono ad avanzare nella Prussia orientale. A contrastarle trovarono il 1º corpo d'armata tedesco comandato dal generale François, che si scontrò a Stallupönen con Samsonov, facendo 3 000 prigionieri prima di ritirarsi su posizioni meglio difendibili.
In ossequio ai piani e alle richieste degli Alleati, le armate zariste attaccarono improvvisamente sia in Prussia orientale che in direzione Vienna, cercando di sorprendere gli imperi nemici nell'intento di raggiungere una rapida vittoria.

### L'invasione della Prussia

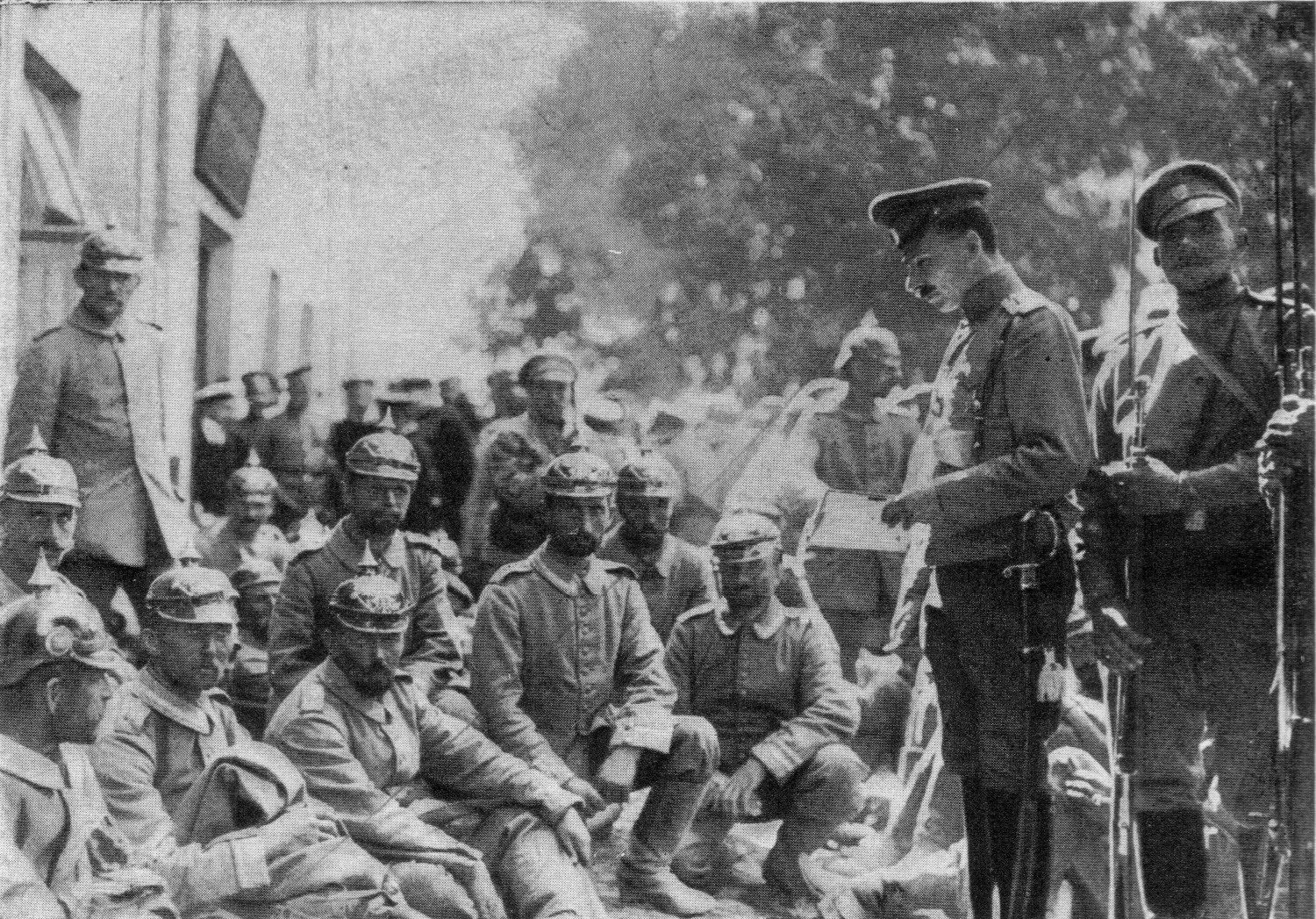
Prigionieri tedeschi mentre vengono registrati da sottufficiali russi.

Il 19 agosto Rennenkampf si scontrò a Gumbinnen col grosso dell'8 armata di Prittwitz, due giorni dopo lo stesso comandante tedesco fu informato che la 2ª armata russa agli ordini di Samsonov aveva attraversato, alle sue spalle, la frontiera meridionale della Prussia orientale, ed era fronteggiata da sole tre divisioni. Il comandante in capo delle forze tedesche in Prussia orientale, generale Maximilian von Prittwitz, preso dal panico comunicò a François della necessità di ritirarsi fino alla Vistola, lasciando così sguarnita l'intera Prussia orientale, dubitando anche di poter resistere sulla linea della Vistola. Per scongiurare la possibilità di essere incalzati durante la ritirata, il colonnello Max Hoffmann sottolineò che era necessario sferrare un'offensiva vittoriosa prima di poter ripiegare senza essere continuamente minacciati dalle preponderanti forze russe.
Hoffmann voleva che Prittwitz impiegasse le sue truppe contro una delle due armate russe, ma al comandante tedesco era ormai venuta meno la volontà di combattere e il 22 agosto fu destituito, e fu allora che von Moltke richiamò il sessantasettenne generale Paul von Hindenburg, ormai in pensione, e gli affidò le armate orientali, assegnandogli come stato maggiore il vincitore di Liegi, generale Erich Ludendorff.
Questa fu la prova che i tedeschi sbagliarono i loro calcoli: la macchina bellica russa fu tutt'altro che lenta e bisognava combattere con la massima intensità anche a oriente prima di poter riportare una decisiva vittoria tattica ad occidente. Giunto ad oriente Ludendorff capì che Hoffmann aveva già impostato le basi per una vittoria, ma le due armate russe erano ormai penetrate in profondità nella provincia, minacciandone la capitale Königsberg.

### Il contrattacco tedesco

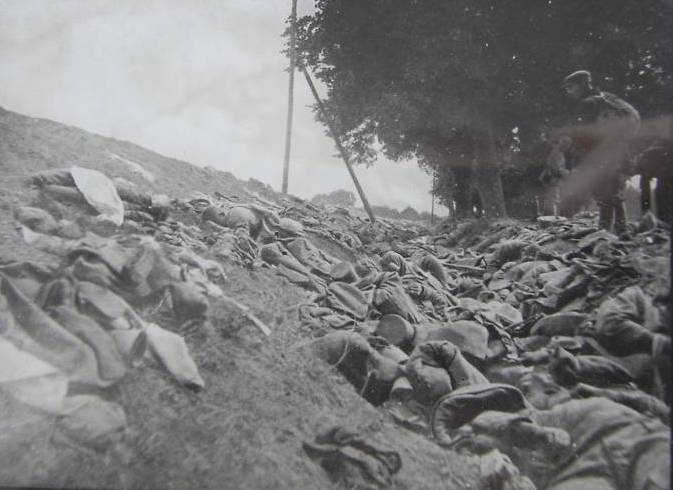
Cadaveri di soldati russi dopo la battaglia di Usdau, attorno a Tannenberg, 17 agosto 1914.

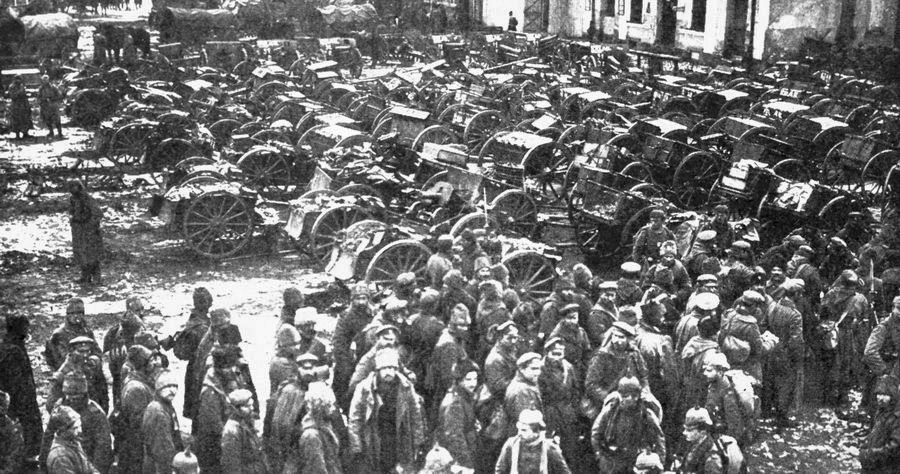
Prigionieri russi e pezzi d'artiglieria campale catturati a Tannenberg dai tedeschi.

Il 26 agosto le truppe zariste entrarono a Rastenburg e il giorno seguente iniziarono i combattimenti intorno ai laghi Masuri, nei pressi dei villaggi di Frögenau e di Tannenberg. Ludendorff ebbe un cedimento, tanto che propose di far ritirare François e di sospendere i piani di accerchiamento delle truppe di Samsonov ideati da Hoffmann. Hindenburg decise comunque di continuare il piano avviato dal colonnello Hoffmann e i combattimenti continuarono.
La mattina del 28 agosto Ludendorff ordinò a François di arrestare l'avanzata e inviare le sue truppe a rinforzo in un settore indebolito del fronte, ma questi disobbedì agli ordini continuando ad incalzare i russi. Fu proprio questa disobbedienza che consentì a Ludendorff di ottenere nei giorni seguenti una vittoria schiacciante. Il 30 l'armata di Samsonov era ormai sconfitta, decine di migliaia di soldati russi erano in rotta; dopo 28 giorni di grandi sconvolgimenti la Prussia orientale tornava interamente nelle mani della Germania.
I russi lasciarono oltre 30 000 morti sul campo, tra di loro lo stesso generale Samsonov; dopo aver lasciato Neidenburg per seguire da vicino le operazioni, Samsonov finì per essere travolto dal caos della ritirata: incapace di fare qualsiasi cosa, il 28, a cavallo, si diresse verso sud smarrendosi nelle foreste; scesa l'oscurità si ritirò in disparte e senza che nessuno degli uomini si accorse della sua mancanza, piuttosto che sopravvivere al disastro si uccise con un colpo alla testa.
Nel frattempo i tedeschi catturarono circa 125 000 prigionieri, 500 cannoni e diverse migliaia di cavalli. Ludendorff, su suggerimento di Hoffmann, vergò il dispaccio al Kaiser datandolo invece che da Frögenau, da Tannenberg, il luogo dove cinque secoli prima i cavalieri teutonici erano stati massacrati da soverchianti forze slave e lituane.
Ma l'effetto Tannenberg fu sminuito dal fatto che sul fronte meridionale, in Galizia, la bilancia cominciava a pendere a sfavore delle potenze centrali.
La battaglia, che passò alla storia con il nome di battaglia di Tannenberg, fu definita dal generale e storico Edmund Ironside come «la più grave delle sconfitte subite da tutti i contendenti durante la guerra».
La battaglia di Tannenberg non fu una seconda Canne ben pianificata, come molti hanno sostenuto. L'obiettivo iniziale della battaglia era quello di arrestare l'invasione e non circondare l'esercito russo. L'idea di un duplice accerchiamento fu concepita solo in un secondo tempo e fu realizzabile dalla persistente passività di Rennenkampf.

### L'attacco alla Galizia
Nei settori a sud-est del fronte, gli austriaci non ebbero altrettanto successo, anche perché furono costretti ad affrontare forze preponderanti. L'offensiva della 1ª e della 4ª armata austriache in Polonia aveva in un primo tempo realizzato qualche progresso, ma questo esiguo vantaggio fu ben presto completamente annullato dalla 3ª e dall'8ª armata russe che attaccarono il fianco destro austriaco coperto dalle deboli 2ª e 3ª armata. Il 18 agosto quando penetrò nella Galizia austriaca, il generale russo Aleksej Brusilov aveva al comando trentacinque divisioni di fanteria, che impegnarono subito molto duramente le truppe di Francesco Giuseppe, già peraltro duramente impegnate in Serbia.
Mentre i tedeschi venivano fermati dai francesi sulla Marna abbandonando così ogni velleità di una rapida vittoria, gli austriaci si battevano per non essere ricacciati dai russi oltre la frontiera della Galizia. Il 10 settembre, mentre i francesi iniziarono ad inseguire i tedeschi che ripiegavano dalla Marna, a Kraśnik, nella Polonia russa, a un passo dal confine, i russi sconfissero gli austriaci penetrati in forze nel loro territorio. Più a sud, un'altra offensiva russa nella Galizia austriaca costrinse Conrad a far ritirare le proprie truppe quasi fino alle porte di Cracovia, allora in territorio austro-ungarico. Così scrisse il 13 settembre il filosofo Ludwig Wittgenstein, volontario inquadrato nelle file austro-ungariche spedite sul fronte orientale:
(dal diario di Ludwig Wittgenstein.)
Mentre gli austriaci erano in grosse difficoltà, i tedeschi dopo Tannenberg continuarono lentamente ad avanzare nelle provincie polacche annesse alla Russia dal 1700, grazie al contributo strategico di Hoffmann e dall'azione coordinata di Hindenburg e Ludendorff. Mano a mano che i tedeschi penetravano in Polonia, i russi schiacciavano gli austriaci in Galizia. In Polonia la popolazione locale iniziò a perseguitare e infierire contro i residenti ebrei che pure vivevano in quelle zone da secoli: botteghe, case, sinagoghe vennero saccheggiate, e quasi ogni giorno venivano impiccati o linciati ebrei accusati di patteggiare per i tedeschi; che 250 000 ebrei prestassero servizio per l'esercito russo non bastava a vincere i pregiudizi. Migliaia di ebrei furono costretti ad abbandonare le proprie case e rifugiarsi all'interno del territorio russo, lontano dal fanatismo che imperava nelle zone di guerra.
Quanto stava accadendo costrinse i tedeschi ad accorrere in aiuto dell'alleato; il grosso delle forze dislocate in Prussia orientale fu raggruppato in una nuova 9ª armata e spedito nell'angolo sud-occidentale della Polonia, da dove, in collegamento con una nuova offensiva austriaca, cominciò ad avanzare verso Varsavia. Ma i russi stavano ormai mobilitando il loro enorme potenziale umano, e raggruppando le loro forze sferrarono un violento contrattacco che respinse il tentativo austro-tedesco, accingendosi ad invadere la Slesia in forze.

### Rapidi capovolgimenti di fronte

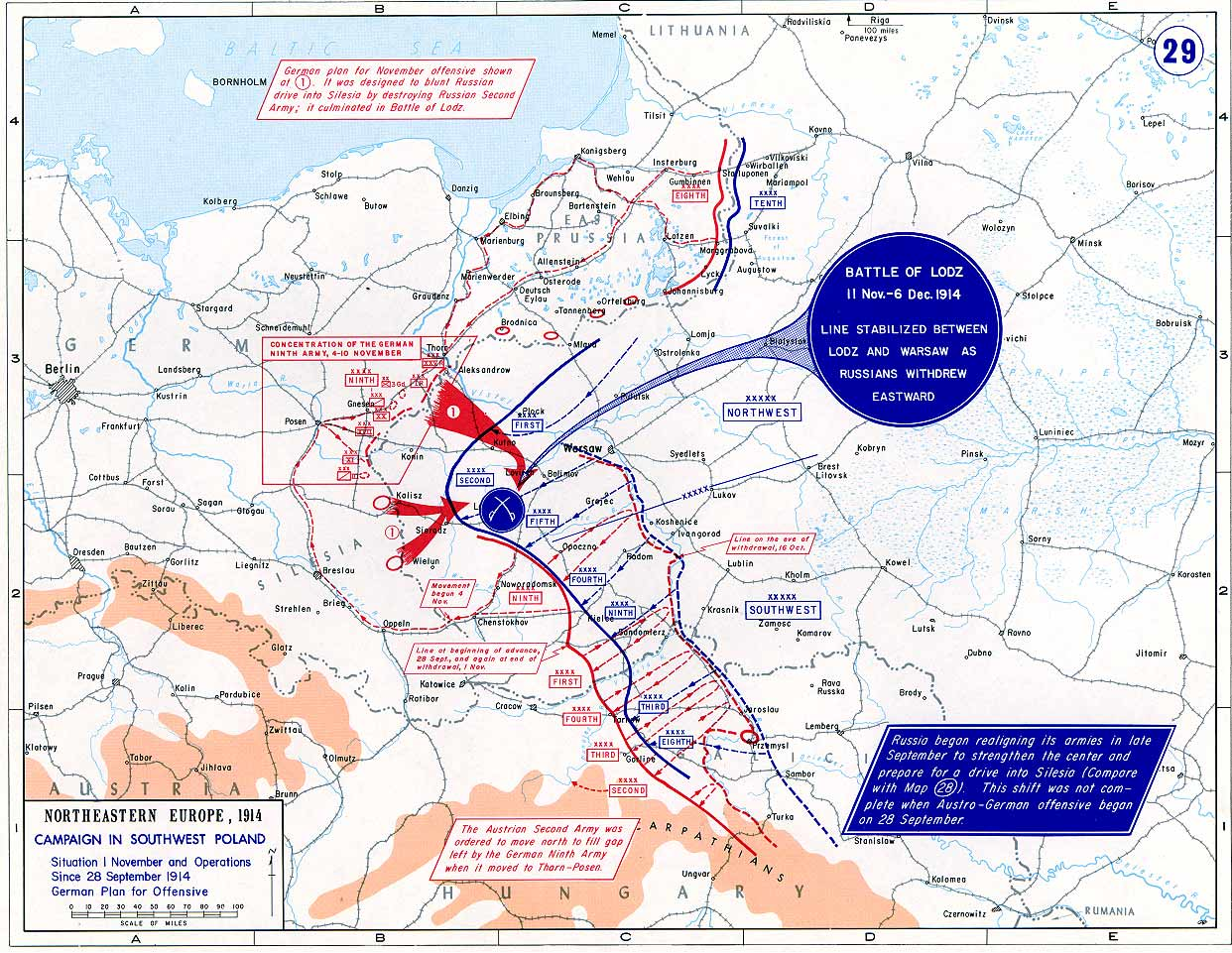
L'attacco della 9ª armata tedesca al fianco destro delle forze russe, in quella che verrà ricordata come la battaglia di Łódź.

Il granduca Nicola costituì un'enorme falange di sette armate - tre schierate nel mezzo e due per parte a proteggere i fianchi. Un'altra armata, la 10ª, aveva invaso l'estremità più a est della Prussia orientale e stava impegnando le deboli forze tedesche schierate in quel settore. Gli Alleati speravano che il "rullo compressore" russo iniziasse la sua poderosa avanzata. In Prussia Hindenburg, Ludendorff e Hoffmann misero a punto un piano basato sul sistema di linee ferroviarie che avrebbero consentito alle forze tedesche di spostarsi rapidamente lungo il fronte. Ritirandosi davanti ai russi, la 9ª armata riuscì inoltre a rallentare l'avanzata nemica distruggendo sistematicamente le già scarse linee di comunicazione esistenti in Polonia.
Raggiunta la propria frontiera con largo anticipo sui russi, l'11 novembre, con il fianco sinistro protetto dalla Vistola la 9ª armata sferrò un poderoso attacco verso sud-est contro il punto di congiunzione tra la 1ª e la 2ª armata russa che proteggevano il fianco destro delle forze russe. Dopo aver separato le due armate, Ludendorff spinse il cuneo a fondo costringendo la prima armata a ripiegare su Varsavia e riuscendo quasi ad infliggere una seconda Tannenberg alla 2ª armata. Essa venne praticamente circondata nei pressi di Łódź prima che la 5ª armata giungesse in suo soccorso, e i tedeschi rischiarono di subire la stessa sorte che avrebbero voluto infliggere ai russi, ma riuscirono ad aprirsi un varco e ricongiungersi col grosso delle forze tedesche.
Nel giro di una settimana altri quattro corpi d'armata tedeschi arrivarono da occidente, dove l'attacco di Ypres si concluse con un fallimento; anche se avevano ormai perso l'occasione per sfruttare il successo, Ludendorff riuscì ad utilizzare le nuove forze per ricacciare ancora più indietro i russi, i quali furono costretti a ripiegare sulla linea dei fiumi Bzura e Ravka, davanti a Varsavia. Gli insuccessi subiti e la mancanza di rifornimenti e scorte indussero lo zar Nicola a sospendere i combattimenti ancora in corso nei pressi di Cracovia, e a ripiegare su linee trincerate invernali predisposte lungo i fiumi Nida e Dunajec, lasciando in mano nemica la "striscia" polacca. Entrambi gli schieramenti ad est giunsero ad un punto morto, con le forze attestate in solide linee trincerate.
Sul fronte meridionale i russi penetrarono in breve tempo nella Slesia austriaca e per la seconda volta in Ungheria.
Il 26 novembre Conrad propose di istituire la legge marziale in Boemia, Moravia e Slesia, alle minoranze etniche dell'impero, per prevenire insurrezioni che approfittassero della debolezza dell'impero austriaco, ma la proposta fu respinta da Francesco Giuseppe.
Con un contrattacco a Limanowa gli austriaci ricacciarono indietro i russi dai Carpazi e dalla città di Bardejov, allontanando le minacce che volevano la Polonia austriaca sull'orlo di cedere. Con l'inverno alle porte e le temperatura in rapida discesa il fronte si immobilizzò sulle queste posizioni. Il 1º dicembre in Russia vennero mobilitati gli studenti, che se da una parte ingrossavano le file dell'esercito, dall'altra spalancava le porte dell'esercito agli agitatori bolscevichi che si annidavano tra gli stessi studenti.

## Il secondo anno di guerra

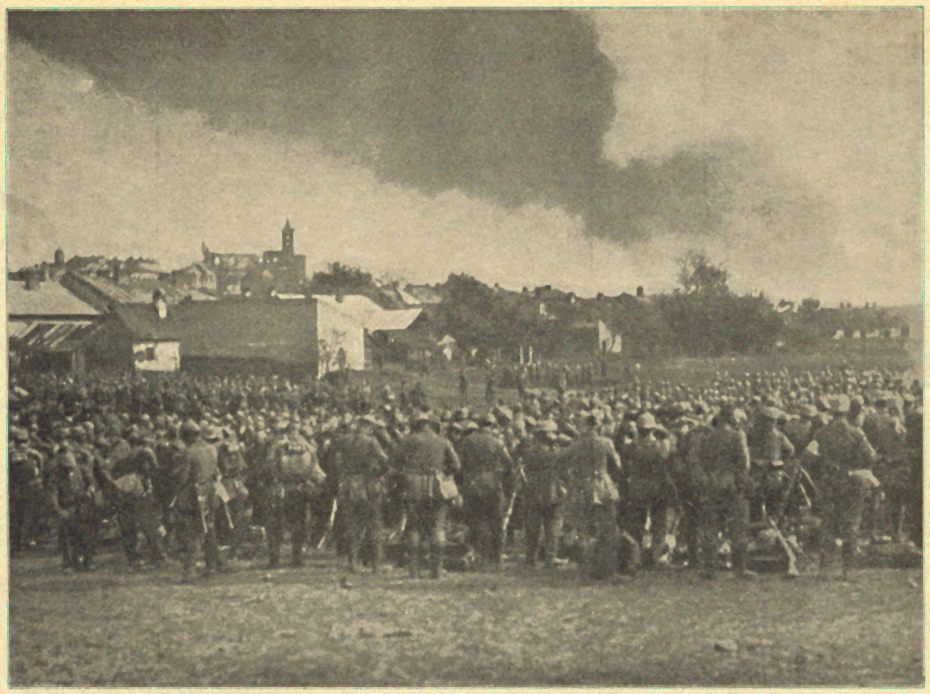
Assembramento di soldati tedeschi in attesa dell'ordine di penetrazione nell'abitato di Gorlice.

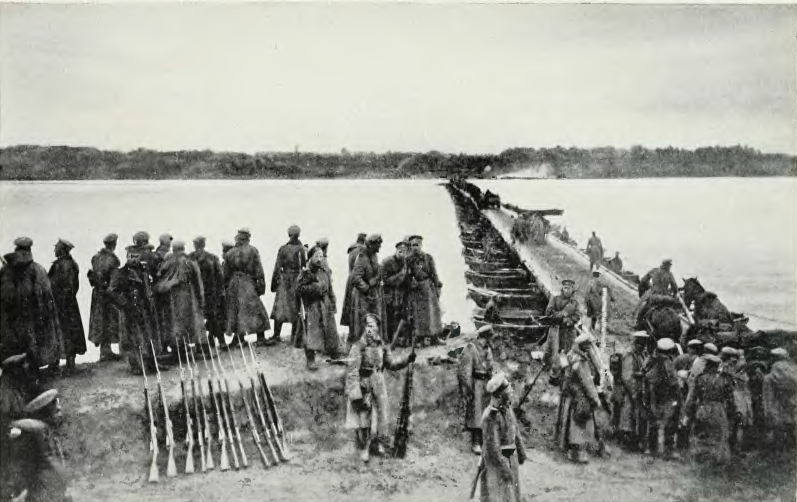
Forze russe si preparano ad attraversare la Vistola, 1915 circa.

A oriente come ad occidente il problema principale fu quello di trovare una soluzione allo stallo del fronte, e i tedeschi furono i primi a cercare di escogitare una soluzione. Il 31 gennaio i tedeschi sperimentarono a Bolimów il gas lacrimogeno, ma il progetto andò a vuoto per l'effetto neutralizzante del freddo.
Sul fronte orientale i combattimenti continuavano con dimensioni gigantesche. Il 22 febbraio quando i tedeschi espugnarono Przasnysz fecero prigionieri 10 000 russi, per poi lasciarne oltre 5 000 appena tre giorni dopo quando la città fu riconquistata dai russi.
Il 22 aprile sferrarono ad Ypres una nuova offensiva ad occidente con l'impiego della nuova arma chimica. Questo primo attacco fu di natura sperimentale, non tattica; giacché inizialmente i tedeschi non avevano preso nemmeno in considerazione di entrare a Ypres, le riserve di granate a gas erano troppo limitate per sfruttare il successo. Gli Alleati, di tutta risposta contrattaccarono frettolosamente; i francesi tra Lens e Arras e i britannici sul crinale di Aubers. Le controffensive alleate si infransero penosamente contro le difese tedesche e ciò convinse Falkenhayn che il fronte avrebbe potuto tranquillamente reggere mentre ad est venivano messi in opera i piani di attacco contro la Polonia russa.

### Le offensive tedesche
Lo scopo di Falkenhayn era quello di alleggerire la pressione sul fronte austriaco e allo stesso tempo ridurre le capacità offensive della Russia. Per fare questo, Conrad propose, e Falkenhayn accettò, un piano per sfondare al centro dello schieramento russo nel settore del fiume Dunajec, tra l'alto corso della Vistola e i Carpazi, punto in cui erano presenti pochi ostacoli naturali. L'operazione fu affidata ad August von Mackensen, il cui capo di stato maggiore e "cervello guida" era Hans von Seeckt, l'uomo che dopo la guerra avrebbe ricostruito l'esercito tedesco. Al comando dell'11ª armata tedesca e alla 4ª armata austro-ungarica, il duo Mackensen-Seeckt preparò il piano di sfondamento contro i russi a Gorlice, in Galizia, che si risolse nella più grande vittoria tedesca della guerra.
Lungo un fronte di 40 chilometri presidiato da sei divisioni russe, i tedeschi concentrarono in gran segreto quattordici divisioni e 1 500 pezzi d'artiglieria; dopo un breve ma intenso cannoneggiamento, il 2 maggio 1915 l'11ª armata aprì una breccia nella linea russa. Anziché piegare di lato e avvolgere sui fianchi i russi, l'armata continuò ad avanzare in profondità nelle retrovie nemiche. In dodici giorni le truppe attaccanti si spinsero avanti di quasi 130 chilometri, sfondando la nuova linea difensiva sul fiume San. Non più tardi del 22 giugno la Russia aveva perduto l'intera Galizia e 400 000 uomini finiti in gran parte prigionieri, mentre i tedeschi avanzarono fino a Przemyśl e Leopoli riuscendo a spezzare il fronte russo in due tronconi. Ma le enormi risorse umane disponibili in Russia permisero in breve tempo di rimpiazzare le 400 000 perdite, per cui Falkenhayn cedette alle richieste di von Seeckt di continuare l'offensiva, seppur con obiettivi limitati, ma impose un cambiamento di rotta.
Invece di continuare verso est, von Mackensen dovette dirigere le sue truppe verso nord risalendo l'ampio territorio tra il Bug e la Vistola ove era schierato il grosso delle truppe russe. Congiuntamente a questa manovra, Hindenburg ricevette l'ordine di attaccare dalla Prussia orientale verso sud-est, oltre il Narew, in direzione del Bug circondando Varsavia. Ludendorff respinse il piano perché temeva che la manovra avrebbe sì schiacciato le ali dell'esercito russo, ma non avrebbe chiuso la direttrice di ritirata delle forze russe; propose quindi una manovra a tenaglia di più larghe vedute, in direzione Vilnius e Minsk per intrappolare, aggirando, l'esercito russo. Falkenhayn la respinse temendo che richiedesse una maggior quantità di truppe e un maggior impegno. I risultati dettero ragione a Ludendorff; il granduca riuscì a districare le sue truppe dal saliente di Varsavia prima che la tenaglia tedesca potesse chiudersi.

### La Bulgaria in guerra

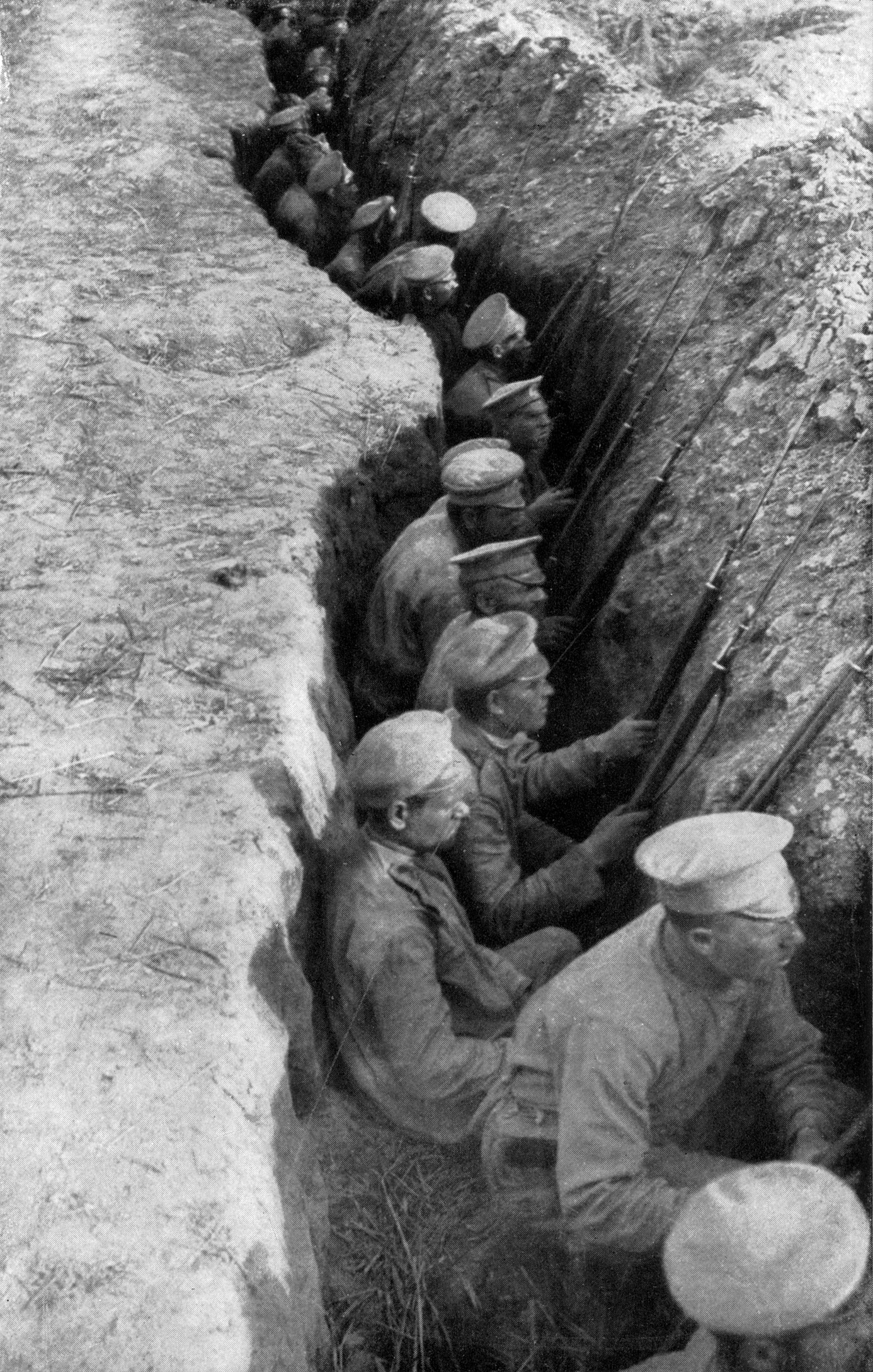
Trincea russa piena di uomini in attesa dell'attacco tedesco, durante le fasi della concitata ritirata.

Il 5 agosto i tedeschi erano entrati a Varsavia, sottratta alla Russia per la prima volta dal 1815. Fu un grande successo per gli Imperi centrali che ora puntavano alla Finlandia. Cominciò quindi, in modo clandestino, il reclutamento di circa 2 000 finnici da schierare contro le truppe russe, e nonostante il pressante controllo delle forze di polizia russe, nove mesi dopo i finlandesi entrarono in azione sul fronte orientale.. Il 17 agosto cadde Kaunas; in quel momento i prigionieri di guerra russi nei campi tedeschi erano 726 694: altri 699 254 erano in mano austriaca, per un totale di 1 425 848 prigionieri.
Le condizioni all'interno dei campi erano spesso estremamente penose, nella primavera e nell'estate 1915 il tifo flagellava i campi di Gardelegen e di Wittenberg. Ma i disagi si moltiplicavano anche nella popolazione che iniziò un lento esodo che mise in difficoltà ai mezzi diretti al fronte, costretti a fermarsi e compiere azioni di retroguardia solo per frapporre un po' di spazio tra loro e quella massa di uomini. A metà agosto i tedeschi avevano fatto 750 000 prigionieri e occupato l'intera Polonia, così Falkenhayn decise di sospendere le operazioni su vasta scala sul fronte orientale.
Concordata l'entrata in guerra della Bulgaria, il comandante supremo dell'esercito tedesco decise che era ora di appoggiare l'attacco congiunto austro-bulgaro contro la Serbia e allo stesso tempo trasferire nuove truppe ad occidente per contenere la prevista offensiva francese di settembre nello Champagne, giustificata anche dalle continue disfatte dei russi, cui si aggiunse il 20 agosto la resa di 90 000 uomini della fortezza di Novogeorgievsk. Mackensen fu inviato in Serbia e Ludendorff ebbe il consenso ad attuare l'operazione verso Vilnius, ma senza ulteriori appoggi che non siano state le truppe già a sua disposizione.

### La grande ritirata dell'esercito russo
Ludendorff iniziò la sua offensiva il 9 settembre quando i due grandi cunei, formati dall'8ª armata di Otto von Below (subentrato a François) e della 10ª armata di Hermann von Eichhorn, si aprirono un varco nelle linee russe, l'una a est verso Dvinsk e l'altra a sud-est verso Vilnius. I russi furono ricacciati indietro fino ai pressi di Minsk, ma l'esiguità delle forze tedesche, contrapposta al sempre maggiore concentramento russo, imposero a Ludendorff di sospendere l'offensiva. Il successo dell'operazione dimostrò l'elevata probabilità di successo di un attacco sferrato in forze alla Russia, annientandone la potenza militare con un minore impiego di truppe. La cauta strategia di Falkenhayn si sarebbe però dimostrata azzardata, poiché ritardò di due anni l'uscita di scena della Russia, anziché liquidarla con un maggior impegno per poi concentrare le truppe ad occidente.
Alla fine di settembre, dopo una lunga serie di attacchi tedeschi atti ad accerchiare ed isolare i russi in ritirata, questa ritirata si arrestò definitivamente lungo una linea dritta che correva da Riga sul Baltico, a Černivci sulla frontiera con la Romania. Le forze russe aveva pagato un prezzo rovinoso, mentre gli Alleati fecero ben poco per ripagare il sacrificio che la Russia fece nel 1914 durante le prime fasi della guerra. Parallelamente alla ritirata dei soldati, anche la popolazione civile scappava dalle zone di guerra il che moltiplicava il caos e le difficoltà nelle retrovie. Migliaia e migliaia di rifugiati si dirigevano ad est per necessità e paura, visto che la tattica della terra bruciata messa in atto dalle truppe russe in ritirata, oltre che danneggiare i tedeschi, colpiva anche la popolazione russa e polacca.

### La situazione interna alla Russia

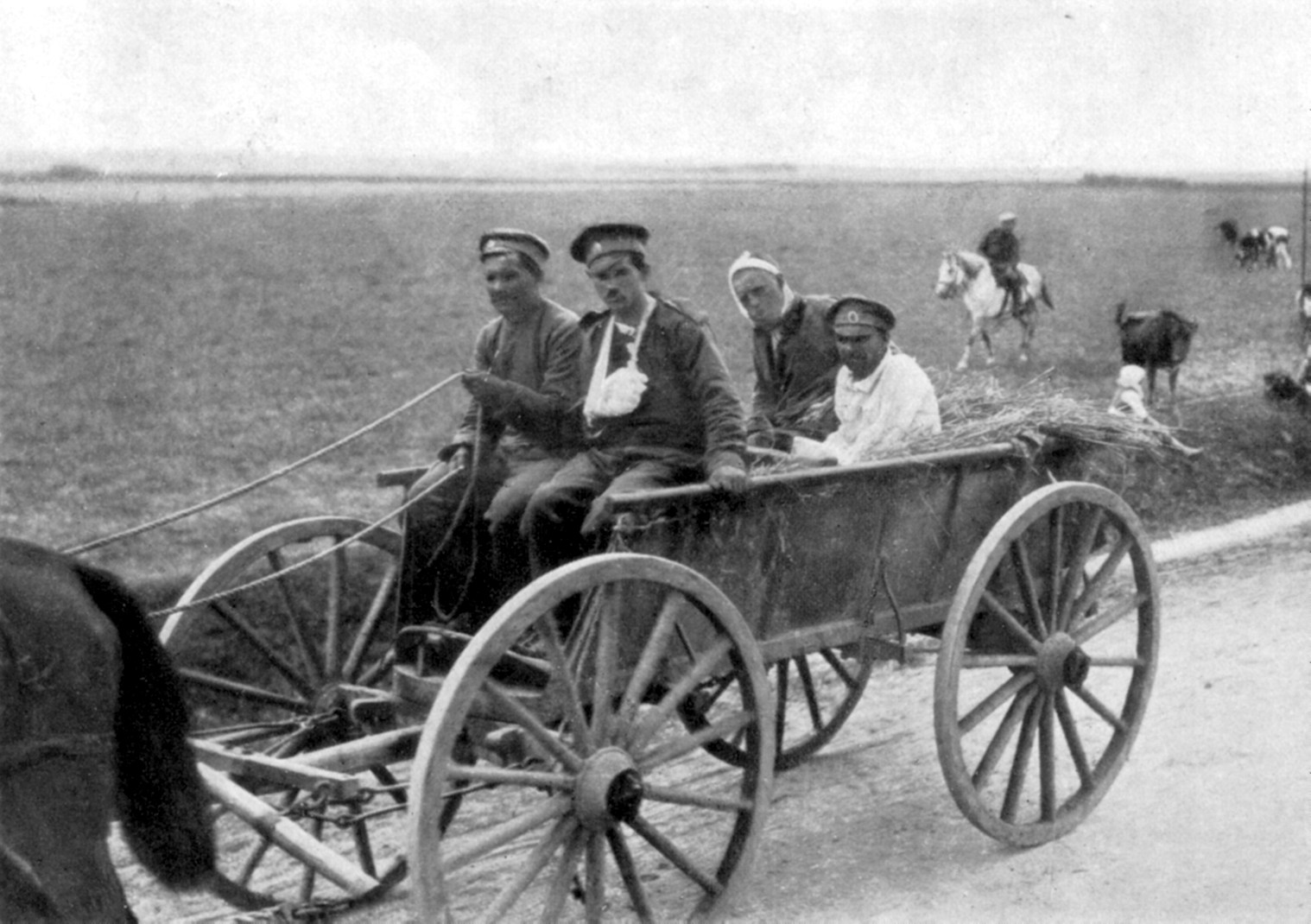
Feriti russi evacuati dalla prima linea, la mancanza di veicoli motorizzati e armi adeguate creò non pochi problemi contro le meglio armate forze tedesche.

A seguito della lunga ritirata, in Russia lo scontento dell'esercito assumeva le forme più svariate. Il 24 settembre 500 riservisti attaccarono la polizia alla stazione ferroviaria di Pietrogrado per protesta contro la sospensione dell'attività della Duma. Altre manifestazioni avvennero in luoghi molto distanti dal fronte; a Rostov sul Don, e ad Astrachan' si furono le prime manifestazioni contro la guerra. Cinque giorni dopo a Orša ci fu una sollevazione di 2 500 soldati convalescenti, persino i feriti si levavano contro la guerra, alla quale, una volta guariti sarebbero stati spediti. A Helsinki marinai russi della corazzata Gangut e dell'incrociatore Rurik protestarono contro la pessima qualità del cibo e la severità degli ufficiali; ne vennero arrestati 50.
Il ministro delle finanze russo Petr Bark si precipitò in Francia alla ricerca di crediti per sostenere il conflitto e per paura di un'uscita russa dal conflitto a causa dei problemi economici, Raymond Poincaré accettò cospicui prestiti. La Russia continuò così a combattere e i suoi debiti ad aumentare.
Ma la Russia necessitava anche di materie prime e prodotti finiti, così fece richieste a Giappone, Gran Bretagna e Stati Uniti. Molti dei materiali in arrivo per la Russia sbarcavano ad Arcangelo nel Mar Bianco e le difficoltà in questo caso consistevano nel far arrivare i rifornimenti da quella remota località fino a Pietrogrado. Altro porto in cui affluivano i rifornimenti Alleati era Murmansk, e anche in questo caso le difficoltà di collegare il porto a Pietrogrado furono moltissime, e gli operai impegnati ad ampliare i collegamenti ferroviari disertavano sempre più spesso. Si decise quindi di impiegare i prigionieri di guerra tedeschi e austriaci; 15 000 furono inviati ai lavori nella ferrovia, ma ci volle oltre un anno per completare la linea, che alla fine dei conti migliorò di poco i collegamenti.
Il 18 settembre i tedeschi entrarono a Vilnius nella Lituania russa, facendo 22 000 prigionieri, due settimane dopo il quartier generale tedesco si spostò a Kaunas da dove nel 1812 Napoleone osservò le proprie truppe attraversare il Niemen dirette verso Mosca. Il trasferimento di Ludendorff a Kaunas fu dettato anche dal rancore contro la Russia, la quale aveva escluso la Germania dai paesi baltici. Il suo progetto prevedeva che alla fine del conflitto la Lituania e la Curlandia fossero governate da un principato tedesco e che vi si insediassero coloni tedeschi. La germanizzazione dei territori conquistati venne avviata subito; polacchi, lettoni e lituani furono sottoposti alla legge marziale mentre i cittadini di origine tedesca furono nettamente favoriti. Fu vietata l'attività politica e i comizi, i giornali furono censurati, i tribunali presieduti da giudici tedeschi e gli organi amministrativi furono messi sotto controllo dell'esercito.

## Il terzo anno di guerra
(Conrad von Hötzendorf)

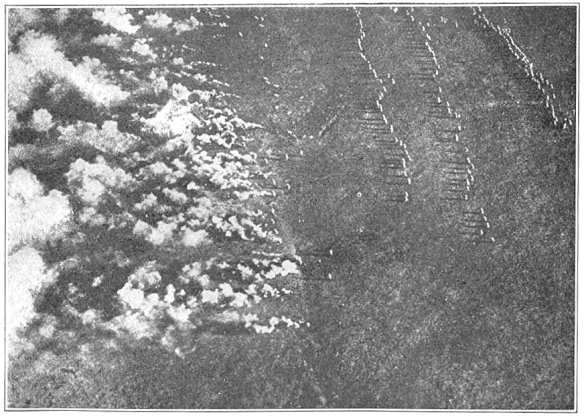
Un attacco tedesco con i gas sul fronte orientale visto da un aereo da ricognizione russo.

Come nell'anno precedente l'inverno bloccò le operazioni nel fronte orientale, limitate a piccole azioni di pattugliamento e scontri occasionali. Gli Imperi centrali controllavano il territorio che conquistavano ma i problemi nacquero, più che al fronte, all'interno degli stessi paesi occupanti. L'Austria-Ungheria assunse nei confronti delle minoranze al suo interno un atteggiamento autoritario; a gennaio il tedesco fu proclamata lingua ufficiale della Boemia. Nelle strade di Praga la polizia metteva mano al manganello ogni qual volta sentiva parlare ceco. Ma a Vienna i militari erano ben consapevoli dei grossi problemi che la guerra creava, soprattutto perché l'esercito russo nonostante i rovesci subiti, continuava a battersi con tenacia nei Carpazi.
Sollevati dalla conclusione delle operazioni degli Alleati a Gallipoli, i turchi trasferirono contro i britannici in Mesopotamia 36 000 soldati. Ma sul fronte del Caucaso il comandante russo Nikolaj Nikolaevič Judenič, nonostante il freddo intenso che provocò sintomi di assideramento a circa 2 000 uomini, costrinse i turchi ad arretrare fino a Erzurum. Le truppe zariste fecero 5 000 prigionieri, continuando ad incalzare i turchi verso ovest. Erano vittorie in terre remote, ma servirono ai russi a risollevare il morale. Alla fine di febbraio del 1916, ad occidente, Falkenhayn iniziò la sua offensiva a Verdun con l'intenzione di dissanguare l'esercito francese, egli intendeva usare l'artiglieria per uccidere quanti più soldati francesi possibile, spingendo così la Francia a rinunciare all'alleanza con la Gran Bretagna e a cercare una pace separata.
Subito i comandi francesi fecero pressioni sulla Russia perché sferrasse un attacco di alleggerimento, al fine di dirottare forze tedesche a est.
I russi quindi attaccarono presso il lago Narač ma dovettero ritirarsi perdendo all'incirca 12 000 uomini congelati. Il 14 aprile terminò la battaglia e il generale Brusilov presentò il piano di una grande offensiva da sferrare in maggio: cominciò a studiare i dettagli mentre i britannici si preparavano per la campagna di luglio sulla Somme.
Se le truppe fossero davvero in grado di lanciare una nuova grande offensiva è una questione ancora aperta; il 10 aprile, giorno della Pasqua ortodossa, sul fronte austriaco si erano verificati episodi di tregua spontanea e in quel giorno di solenni celebrazioni i soldati di quattro reggimenti russi avevano attraversato le linee austriache per fraternizzare con il nemico. Gli austriaci ne fecero prigionieri oltre un centinaio, e il 18 aprile Brusilov si vide costretto a emettere ordini durissimi contro le fraternizzazioni.

### L'offensiva di Brusilov

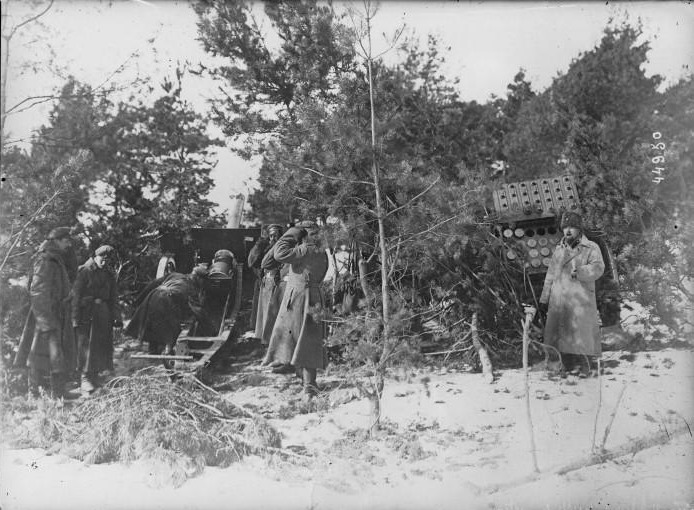
Artiglieria russa in azione.

A maggio gli austriaci sferrarono una massiccia offensiva contro le posizioni italiane in Trentino, e anche l'Italia si appellò allo zar per diminuire la pressione sul proprio settore.
I comandi russi sapevano che non era possibile sferrare nuovi attacchi per assistere gli italiani, data la situazione di truppe e materiali, che andavano radunati e preparati per una prossima decisiva offensiva da compiersi durante la stagione estiva.
Solamente il generale Brusilov reagì positivamente alla richiesta; Brusilov si stava organizzando per attaccare in luglio, ma poiché sul fronte italiano si combatteva aspramente, anticipò l'azione a giugno per cercare di allentare la pressione sull'Italia, costringendo gli austriaci a trasferire truppe da ovest ad est.
Il generale Aleksej Evert, comandante del gruppo d'armate ovest, era invece favorevole a una strategia difensiva, in opposizione alla strategia di Brusilov, ma lo zar appoggiò i piani del nuovo arrivato, e vennero delineati gli obiettivi dell'offensiva: le città di Leopoli e Kovel' perse l'anno precedente.
L'offensiva iniziò con un potente tiro d'artiglieria, condotto da 1 938 pezzi su un fronte di circa 350 km, dalle paludi di Pryp"jat' fino alla Bucovina; poche ore di bombardamento bastarono per mandare nel caos le difese austriache. Il 12 giugno Brusilov annunciò che in otto giorni aveva catturato 2 992 ufficiali austriaci e 190 000 soldati, 216 cannoni pesanti, 645 mitragliatrici e 196 obici. Un terzo delle truppe austriache che avevano contrastato l'avanzata erano state fatte prigioniere. Cinque giorni dopo i russi erano a Černivci, la città più orientale dell'Austria-Ungheria.
La veloce avanzata russa però allungò le linee di rifornimento, costringendo il rallentamento delle truppe in avanzata, e solo l'intervento dello zar costrinse gli altri generali ad inviare rinforzi a Brusilov.
Ma il sistema ferroviario russo, in pessime condizioni, rallentò i rinforzi e la possibilità di impiegare notevoli forze d'artiglieria e nuove truppe.
Alla fine di luglio la città di Brody, alla frontiera della Galizia, cadde in mano dei russi, che nelle due settimane precedenti avevano catturato altri 40 000 austriaci. Ma anche le perdite russe non erano lievi, e nell'ultima settimana di luglio Hindenburg e Ludendorff assunsero la difesa dell'ampio settore austriaco.
Vennero formati battaglioni misti austro-tedeschi e vennero richiesti rinforzi perfino ai turchi. Ai primi di settembre Brusilov raggiunse le pendici dei Carpazi, ma lì si arrestò per le evidenti difficoltà geografiche, e soprattutto l'arrivo di nuove truppe tedesche da Verdun arrestò la ritirata austriaca e inflisse gravi perdite ai russi. L'offensiva volgeva al termine, raggiunse l'obiettivo principale di distogliere importanti forze tedesche dal settore di Verdun e soprattutto di costringere gli austro-ungarici a levare truppe dal settore italiano, ma il potenziale russo calò vistosamente. Problemi interni e carenze di materiali stavano falcidiando le forze russe che, dalla fine dell'offensiva di Brusilov, non furono più capaci di sferrare offensive contro gli Imperi centrali.

### La Romania entra in guerra

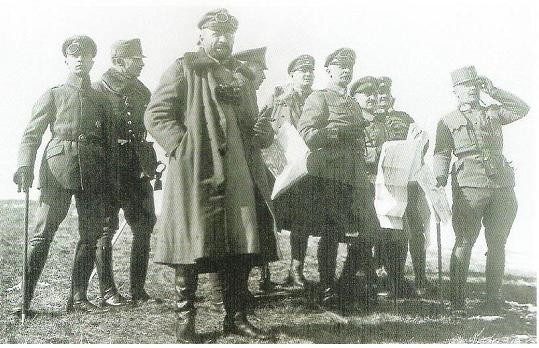
Falkenhayn con il suo staff della 9ª armata, segue le operazioni in Romania, settembre 1916.

La Romania entrò in guerra il 27 agosto 1916, e la caduta di Bucarest il 6 dicembre dello stesso anno segnò virtualmente la fine del suo sforzo bellico e dell'ingiustificato ottimismo che aveva salutato la sua entrata in guerra a fianco delle forze Alleate. L'opportunità di scendere in campo con gli Alleati, l'amicizia che Nicolae Filipescu e Take Ionescu alle potenze occidentali e il desiderio di liberare i fratelli della Transilvania oppressi dalla dominazione austro-ungarica, ben più dura di quella che dovettero subire i francesi in Alsazia e Lorena, convinsero l'opinione pubblica romena che l'entrata in guerra avrebbe portato notevoli vantaggi.
Tutto ciò unito ai successi dell'avanzata di Brusilov incoraggiarono la Romania a compiere il passo decisivo, che l'avrebbe portata nell'abisso. Qualche possibilità in più la Romania l'avrebbe avuto se fosse scesa in campo prima, quando la Serbia era ancora una forza attiva e la Russia una potenza degna di questo nome. I due anni in più di preparazione avevano raddoppiato il numero di soldati, ma in realtà ne diminuirono l'efficienza; mentre i suoi avversari avevano sviluppato potenza di fuoco ed equipaggiamento, l'isolamento della Romania e l'incapacità dei suoi vertici militari avevano impedito la trasformazione di un esercito composto da uomini armati di baionetta in una forza moderna. Le forze romene allo scoppio delle ostilità avanzarono ad ovest, che in teoria, avrebbe consentito una stretta collaborazione con le forze russe avanzate in Bucovina.
La lentezza delle operazioni però precluse ogni possibilità di una vittoria o, quanto meno, di un equilibrio; l'avanzata romena ebbe inizio nella notte tra il 27 e il 28 agosto, quando dodici divisioni si misero in marcia verso i passi dei Carpazi, con l'intenzione di fare perno sulla sinistra e poi, conquistata la pianura ungherese, far convergere l'ala destra dello schieramento ad ovest.
Ma l'avanzata romena si risolse con una enorme sconfitta; le lente divisioni che attraversarono i Carpazi, consentirono a Falkenhayn (da poco sostituito al comando supremo da Hindenburg e Ludendorff) di ingrossare le file austro-ungariche con l'invio di divisioni tedesche e bulgare. Questo permise a Ludendorff di arginare i romeni sui Carpazi mentre Mackensen li attaccava da sud-ovest, e il 23 novembre li aggirava superando il Danubio. Nonostante la reazione romena, la forza congiunta di Falkenhayn e Mackensen si dimostrò insostenibile per un esercito obsoleto e mal guidato. Il 6 dicembre gli austro-tedeschi entrarono a Bucarest continuando l'inseguimento di un esercito ormai in rotta.
La maggior parte della Romania, con i suoi sterminati campi di grano e i giacimenti petroliferi, era ormai in mano nemica, l'esercito romeno ridotto all'impotenza e gli alleati occidentali subirono un rovescio ben più grande di tutti i vantaggi che avevano sperato di acquisire con l'entrata in guerra della Romania.

#### Il ruolo della marina
La piccola marina militare rumena era organizzata su una flottiglia navale e una fluviale: la prima allineava il piccolo incrociatore protetto Elisabeta, quattro vecchie cannoniere, tre torpediniere ed un pugno di mercantili armati, ma svolse prevalentemente compiti di difesa costiera senza essere coinvolta in scontri particolari. Molto più attiva fu la seconda, potendo schierare sul corso del Danubio quattro moderni monitori fluviali ed otto torpediniere: le navi rumene furono attive nel supportare le unità terrestri nei loro scontri con le forze degli Imperi Centrali, distinguendosi nella difesa di Tutrakan e mettendo in sicurezza il fianco delle truppe russo-rumene schierate in Dobrugia. In ogni caso il supporto navale ebbe un'influenza minima sull'andamento delle operazioni belliche.

## Stravolgimenti a oriente
A partire dal 1º febbraio 1917, il kaiser Guglielmo II ordinò la guerra sottomarina indiscriminata per convincere la Gran Bretagna a sedersi nel tavolo delle trattative e cercare una pace. Intanto i rapporti diplomatici tra Germania e Stati Uniti d'America andavano deteriorandosi velocemente a causa del naviglio statunitense e di Paesi neutrali affondato dagli U-Boot, e il 6 aprile il presidente Woodrow Wilson dichiarò guerra alla Germania.
L'esercito francese era in subbuglio, diserzioni di massa, ammutinamenti e frequenti proteste contro i comandi, rei di una strategia che non teneva conto delle enormi perdite, fecero vacillare l'assetto dell'esercito al fronte. Joseph Joffre, tuttavia, dichiarò che l'esercito francese era ancora in grado di sopportare una grande battaglia, ma che in seguito il suo sforzo sarebbe diminuito progressivamente a causa della mancanza di uomini.
Il peso della guerra cadde quindi sulle spalle dei britannici, i quali avrebbero dovuto aspettare almeno un anno per usufruire concretamente dell'appoggio statunitense. Ma i problemi per l'Intesa non finirono qui; la temporanea panne della macchina bellica francese fu accompagnato anche dal crollo prima parziale e poi totale della Russia, che neppure l'entrata in guerra degli Stati Uniti poté compensare per molti mesi, e dallo sfondamento austro-tedesco in Italia, che quasi fece uscire di scena l'esercito di Luigi Cadorna.

### Rivoluzione in Russia

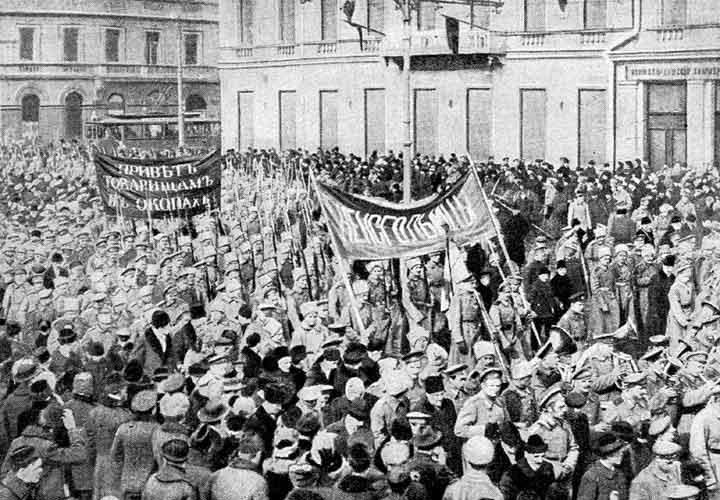
Manifestazione di soldati a Pietrogrado nel febbraio del 1917; l'appoggio dell'esercito fu fondamentale per il successo della rivoluzione.

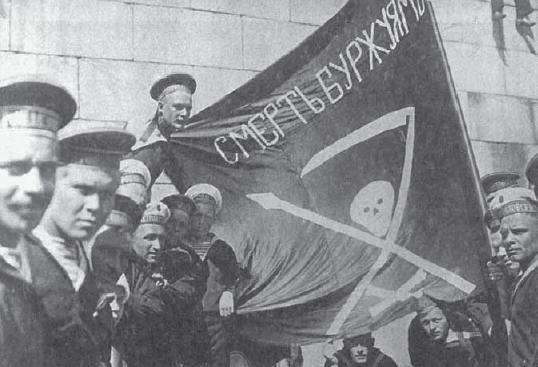
Un gruppo di marinai russi della Petropavlovsk ad Helsinki, allora ancora sotto controllo russo, estate 1917.

Le enormi perdite della Russia, dovute ai difetti del suo apparato bellico ma che comunque avevano evitato molti sacrifici agli Alleati, aveva minato alle fondamenta la resistenza morale e fisica del suo esercito.
Al fronte molti ufficiali russi non riuscivano più a mantenere la disciplina. Il 17 febbraio diversi squadroni di cavalleria di prima linea ricevettero munizioni e l'ordine di portarsi nelle retrovie senza ricevere ragguagli sull'obiettivo. Uno dei cavalleggeri, Georgij Žukov ricordò:
(Georgij Žukov)
Su tutto il fronte i bolscevichi incitavano gli uomini a rifiutarsi di combattere e a partecipare ai comitati dei soldati per sostenere e diffondere le idee rivoluzionarie. Dal fronte le agitazioni si trasmisero alle città e alla capitale. A Pietrogrado il 3 marzo scoppiò un violento sciopero negli stabilimenti Putilov, la principale fabbrica di armamenti e munizioni per l'esercito. L'8 marzo gli operai in sciopero erano circa 90 000, il 10 marzo a Pietrogrado fu proclamata la legge marziale, e lo stesso giorno il potere della Duma fu messo in discussione dal Soviet cittadino del principe menscevico Cereteli. Il 12, a Pietrogrado 17 000  soldati si unirono alla folla che protestava contro lo zar, alle 11 del mattino fu dato alle fiamme il tribunale sulla prospettiva Litejnyj e le stazioni di polizia, era cominciata la prima rivoluzione russa.
Lo zar fu costretto ad abdicare il 15 marzo 1917 e il governo provvisorio di tendenze moderate si mise alla guida del paese, ma senza successo. A maggio gli succedette un altro governo di tendenze più socialiste capeggiato da Kerenskij che, nonostante le sempre maggiori richieste di pace, non ritirò le truppe dal fronte ed anzi, con Brusilov succeduto a Alekseev quale comandante supremo, le forze russe conseguirono successi iniziali contro gli austriaci a Stanislau ma dovettero arrestarsi non appena la resistenza nemica si irrigidì e crollarono subito sotto i contrattacchi nemici.
All'inizio di agosto i russi furono cacciati dalla Galizia e dalla Bucovina, e soltanto considerazioni politiche impedirono agli austro-tedeschi di penetrare in Russia. Dopo la partenza di Hindenburg e Ludendorff, il comando del fronte orientale passò a Hoffmann che, contemperando strategia militare e politica, paralizzò le forze russe rendendo disponibili truppe tedesche sul fronte occidentale e in minima parte sul fronte italiano.
In settembre i tedeschi colsero un'occasione propizia per sperimentare nuovi metodi di bombardamento d'artiglieria; con un attacco a sorpresa, guidato da Oskar von Hutier, i tedeschi conquistarono Riga senza quasi incontrare resistenza.
Il 3 novembre arrivò a Pietrogrado la notizia che le truppe russe sul Baltico avevano gettato le armi e fraternizzato con i tedeschi; i soldati non obbedivano più al governo di Kerenskij. La scintilla scoppiò il 7 novembre quando poco dopo le 22 l'incrociatore Aurora, alla fonda nella Neva annunciò che avrebbe fatto fuoco sul palazzo d'Inverno, e sparò alcuni colpi a salve per dimostrare che non scherzava. All'una di notte il palazzo era occupato dai bolscevichi, Lenin fu eletto presidente del consiglio dei commissari del popolo e governava la capitale russa. Il governo di Kerenskij fu spazzato via, i bolscevichi instaurarono una Repubblica Socialista e in dicembre conclusero un armistizio con la Germania.

### La pace di Brest-Litovsk

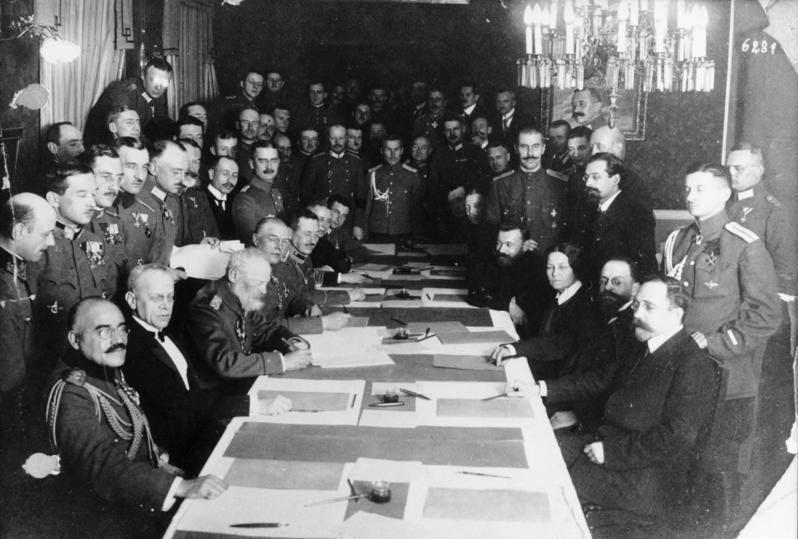
Firma del trattato di Brest-Litovsk; a sinistra i rappresentanti degli Imperi centrali, a destra la delegazione russa, 3 marzo 1918.

Gli Imperi centrali erano euforici. In Italia gli austriaci si trovavano nelle vicinanze di Venezia e i tedeschi si apprestavano a trasferire 42 divisioni, più di mezzo milione di uomini, dal fronte orientale a quello occidentale. I russi avevano deposto le armi e il 1º dicembre una commissione bolscevica lasciò Pietrogrado per attraversare le linee tedesche a Dvinsk diretta verso la fortezza di Brest-Litovsk dove una delegazione di tedeschi, austriaci, bulgari e turchi li attendeva per intavolare le trattative di pace.
Il 15 dicembre i negoziatori di Brest-Litovsk annunciarono la fine dei combattimenti su tutto il fronte orientale, la Russia non era più una potenza belligerante. Il 22 iniziarono quindi i negoziati per un trattato di pace, ma le truppe russe non avevano finito di combattere, ora si dovevano scontrare con le forze indipendentiste dei vari paesi sotto il dominio russo e contro le forze lealiste, i cosiddetti "Bianchi", era iniziata la guerra civile.
Le trattative di pace furono complicate, a Lenin serviva tranquillità lungo il fronte per fronteggiare le minacce interne, e allo stesso tempo gli Imperi centrali reclamavano condizioni di resa durissime. I tedeschi si rendevano conto che l'integrità territoriale della Russia si stava velocemente disgregando, così si permisero di richiedere condizioni ancor più dure dopo che il 21 febbraio i bolscevichi accettarono le prime richieste. Il 24 febbraio dopo una tempestosa discussione il comitato centrale accettò senza condizioni le richieste dei tedeschi.

### La Russia esce dal conflitto
Nel frattempo che il trattato si delineava, le truppe tedesche iniziarono ad avanzare ad est occupando Borisov, Dorpat e Narva sul Baltico, il 2 marzo l'esercito tedesco entrò a Kiev, mentre più a nord parevano decisi ad entrare a Pietrogrado.
In due settimane, senza quasi incontrare resistenza, i tedeschi catturarono 63 000 soldati russi, 2 600 pezzi d'artiglieria e 5 000 mitragliatrici, armi molto utili per la campagna ad occidente.
Il trattato di pace venne firmato alle 17 del 3 marzo, i russi rinunciarono a tutte le pretese sulle provincie baltiche, sulla Polonia, la Russia Bianca, la Finlandia, la Bessarabia, l'Ucraina e il Caucaso. Persero così un terzo della popolazione dell'anteguerra, un terzo delle terre arabili e nove decimi delle miniere di carbone. Inoltre cedettero tutte le basi del Baltico eccetto Kronštadt, le navi da guerra del Mar Nero di stanza a Odessa e a Nikolajev dovevano essere disarmate, e 630 000 prigionieri austriaci furono liberati.
La guerra ad oriente era finita, la Russia non era più in guerra; il conflitto su due fronti, fin dal 1914 incubo per la Germania e l'Austria-Ungheria, non esisteva più. La Germania trasferì così tutto il potenziale a occidente, compreso tutto l'armamentario conquistato durante l'avanzata in Russia precedente la firma del trattato, avanzata con lo scopo di mettere pressione al governo bolscevico e indurlo a firmare. Il 21 marzo Ludendorff sferrò una grande offensiva ad occidente che, in caso di successo, avrebbe consentito alla Germania di vincere la guerra.
Ludendorff sferrò una serie di tre offensive per cercare di spezzare la resistenza Alleata. L'ultima offensiva tedesca scattò il 14 luglio, ma ad inizio agosto lo slancio tedesco su tutto il fronte cessò, mentre quasi un milione di soldati statunitensi erano giunti in Francia a dar manforte agli Alleati. Le truppe tedesche erano a un soffio dalla vittoria, ma esauste e dissanguate dalle enormi perdite smisero di avanzare, anzi, cominciarono lentamente a indietreggiare, in una lenta ritirata che terminò solo l'11 novembre 1918.

## Conseguenze
A oriente gli Imperi centrali raccoglievano i frutti delle loro vittorie. Il 7 maggio i romeni firmarono il trattato di Bucarest che assicurava alla Germania il controllo militare della foce del Danubio e dava alla Bulgaria i territori costieri che gli furono tolti nella guerra balcanica del 1913. Cinque giorni dopo Guglielmo II e Carlo I si accordarono per lo sfruttamento economico dei territori dell'attuale Ucraina; la Germania ora controllava due delle regioni più ricche della Russia prebellica, l'Ucraina e gli stati baltici, aveva aiutato i finlandesi a cacciare i bolscevichi e costituì il proprio protettorato nella neonata Repubblica georgiana indipendente. La Russia, devastata e sconvolta dalla guerra e dalla rivoluzione, si stava nuovamente trasformando in un campo di battaglia.
La Germania si ergeva quale bastione per il contenimento delle forze bolsceviche in Europa, mentre nei porti di Vladivostok, Murmansk, Pečenga e Arcangelo gli Alleati iniziarono a sbarcare truppe per proteggere i depositi di materiale bellico inviato all'esercito russo, per paura cadessero in mano ai bolscevichi, e nello stesso tempo addestrare, armare e appoggiare le forze controrivoluzionarie.
Nel maggio 1918 i tedeschi occuparono Tbilisi, il 29 giugno la legione ceca arruolata nelle file degli Alleati occupò il porto russo di Vladivostok, rovesciando il locale governo bolscevico, che divenne protettorato Alleato. Anche i giapponesi diedero manforte agli Alleati inviando 12 000 uomini a Vladivostok. Se la Germania dominava la parte occidentale della Russia ora gli Alleati si stavano facendo largo a est della Russia e in Siberia.
I cechi dilagarono, il 25 luglio superarono il Volga ed entrarono a Ekaterinburg, dove il 16 luglio fu giustiziata la famiglia reale russa. Il 5 agosto 6 500 francesi sbarcarono a Vladivostok mentre i cechi conquistarono Kazan' e i tedeschi erano ormai i padroni delle coste russe sul Mar Nero e sul mar Caspio, in mezzo i bolscevichi a combattere per conservare il loro potere. In quel mese le lotte per il potere raggiunsero l'apice; a Mosca, Lenin fu ferito e alcuni suoi collaboratori uccisi da alcuni socialisti che intendevano riprendere la guerra contro la Germania.
Il 16 agosto anche gli statunitensi sbarcarono a Vladivostok, mentre i britannici sbarcarono a Baku, in Persia, in un aperto atto di sfida ai tedeschi e ai bolscevichi del Caucaso. Se volevano riavere Baku, i bolscevichi dovevano inviare in Germania un terzo di tutta la produzione petrolifera, in cambio la Germania avrebbe impedito un attacco da parte della Finlandia. Ad inizio settembre fu siglato l'accordo e il 22 agosto fu firmato un supplemento alla pace di Brest-Litovsk in cui la Germania si impegnava a combattere gli Alleati in Russia settentrionale in cambio del controllo di tutto il naviglio della Marina rossa e le infrastrutture portuali del Mar Nero. A settembre però ci fu una svolta: a occidente i tedeschi non erano più in grado di reggere l'urto degli Alleati, ora spalleggiati fortemente dalle truppe statunitensi; gli austro-ungarici, fallita l'ultima offensiva in Italia, iniziarono i primi contatti per una pace separata mentre la Bulgaria stava ora cedendo nei Balcani e il 30 settembre fu il primo degli Imperi centrali a cedere definitivamente.
Tra settembre e ottobre anche i tedeschi iniziarono a cedere inesorabilmente ad occidente e nel fronte interno. Il 2 ottobre ci fu la prima rivoluzione in Germania, il 7 la Polonia si proclamò indipendente così come il 14 ottobre fece la Cecoslovacchia; l'Impero asburgico si stava disgregando, e il 28 ottobre chiese un armistizio agli Alleati. Intanto il 29 settembre la Bulgaria usciva dal conflitto firmando l'armistizio di Salonicco, il 30 ottobre l'Impero ottomano firmò l'armistizio di Mudros con gli Alleati e il 3 novembre l'Austria-Ungheria firmò l'armistizio di Villa Giusti con l'Italia: ormai i nemici dell'ex Impero russo erano tutte fuori combattimento e il neonato governo di Lenin iniziò una lenta riconquista dei territori persi durante la guerra.
Intanto l'intervento multinazionale contro la Russia bolscevica continuava; vennero forniti uomini, munizioni, fucili, ma una delle ultime decisioni della conferenza di pace di Parigi fu quella di non continuare la campagna in Russia, così il 18 novembre 1919 le ultime unità statunitensi lasciarono Vladivostok.